# Uzès
Cet article possède un paronyme, voir Uzeste.
Uzès [yzɛs] (Usès en occitan provençal, selon la norme classique) est une commune française située dans l'est du département du Gard, en région Occitanie.
Exposée à un climat méditerranéen, elle est drainée par  Les Seynes, l'Alzon et par Les Rosselles. Incluse dans les gorges du Gardon, la commune possède un patrimoine naturel remarquable composé d'une zone naturelle d'intérêt écologique, faunistique et floristique.
Uzès est une commune urbaine qui compte 8 360 habitants en 2022. Elle est ville-centre de l'agglomération d'Uzès et fait partie de l'aire d'attraction d'Uzès. Ses habitants sont appelés les Uzétiens ou  Uzétiennes.
Uzès est qualifiée de « premier duché de France », ce titre n’étant lié au duché qu'en raison de l'ordre de préséance dans la hiérarchie de la noblesse, attribuée au duc d'Uzès en 1565 par Charles IX, alors roi de France. Le titre était lié à l'homme et non à ses terres.
Elle est la ville principale du pays d'Uzès.

## Géographie

### Localisation
Uzès se situe dans un cercle formé par les villes d'Alès, 32 km au nord-ouest, Avignon, 40 km à l'est, et Nîmes, la ville la plus proche à 25 km au sud. Elle se situe également à environ 25 km de Bagnols-sur-Cèze et à 40 km de la ville médiévale de Sommières au sud-ouest. La ville édifiée sur un promontoire est bordée de vignes, d'oliviers et de garrigue. Les alentours forment le pays d'Uzès.
Le territoire de la commune est limitrophe de ceux de huit communes :
| Montaren-et-Saint-Médiers  | La Bruguière (par un quadripoint) | Saint-Quentin-la-Poterie |
| Arpaillargues-et-Aureillac | Uzès                              | Saint-Siffret            |
| Blauzac                    | Sanilhac-Sagriès                  | Saint-Maximin            |

### Géologie et relief
Les études du patrimoine géologiques :
- Inventaire du patrimoine géologique, par le BRGM[1] ;
- Inventaire géologique[2] ;
- Fondements géographiques et historiques[3].

### Sismicité
La commune est située dans une zone de sismicité modérée.

### Hydrographie et eaux souterraines

Parcours de l'aqueduc romain de Nîmes.

Cours d'eau sur la commune ou à son aval :
- Arrosée par l'Alzon, elle surplombe la petite vallée fraîche de l'Eure d'où jaillit la source du même nom. C'est d'ici que provenait l'eau alimentant la ville de Nîmes à l'époque romaine. Cette eau était acheminée via un aqueduc de 50 km dont la partie la plus visible est le pont du Gard ;
- Rivière Les Seynes ;
- Ruisseau Les Rosselles ;
- Station de pompage d'eau potable, puis centrale hydroélectrique de la ville d'Uzès[6].

### Climat
Pour des articles plus généraux, voir Climat de l'Occitanie et Climat du Gard.
En 2010, le climat de la commune est de type climat méditerranéen franc, selon une étude s'appuyant sur une série de données couvrant la période 1971-2000. En 2020, Météo-France publie une typologie des climats de la France métropolitaine dans laquelle la commune est exposée à un climat méditerranéen et est dans la région climatique Provence, Languedoc-Roussillon, caractérisée par une pluviométrie faible en été, un très bon ensoleillement (2 600 h/an), un été chaud (21,5 °C), un air très sec en été, sec en toutes saisons, des vents forts (fréquence de 40 à 50 % de vents > 5 m/s) et peu de brouillards.
Pour la période 1971-2000, la température annuelle moyenne est de 14,2 °C, avec une amplitude thermique annuelle de 17,8 °C. Le cumul annuel moyen de précipitations est de 807 mm, avec 6,3 jours de précipitations en janvier et 3,1 jours en juillet. Pour la période 1991-2020, la température moyenne annuelle observée sur la station météorologique installée sur la commune est de 14,5 °C et le cumul annuel moyen de précipitations est de 809,4 mm,. Pour l'avenir, les paramètres climatiques de la commune estimés pour 2050 selon différents scénarios d'émission de gaz à effet de serre sont consultables sur un site dédié publié par Météo-France en novembre 2022.
| Mois                                  | jan.          | fév.           | mars           | avril         | mai           | juin          | jui.          | août          | sep.          | oct.          | nov.          | déc.          | année      |
| ------------------------------------- | ------------- | -------------- | -------------- | ------------- | ------------- | ------------- | ------------- | ------------- | ------------- | ------------- | ------------- | ------------- | ---------- |
| Température minimale moyenne (°C)     | 0,9           | 1,2            | 3,3            | 6,4           | 9,7           | 13,5          | 15,5          | 15,2          | 12,2          | 9,4           | 5,3           | 1,9           | 7,9        |
| Température moyenne (°C)              | 6,1           | 6,9            | 10             | 13,3          | 16,8          | 21,4          | 23,7          | 23,3          | 19,5          | 15,4          | 10,4          | 6,9           | 14,5       |
| Température maximale moyenne (°C)     | 11,4          | 12,6           | 16,7           | 20,2          | 23,8          | 29,3          | 32            | 31,4          | 26,7          | 21,3          | 15,6          | 11,9          | 21,1       |
| Record de froid (°C) date du record   | −8,6 02.01.02 | −11,5 25.02.05 | −12,1 02.03.05 | −4,6 08.04.21 | 0,9 03.05.21  | 5,1 10.06.05  | 8,2 05.07.07  | 7,2 22.08.07  | 2,3 28.09.10  | −1,5 30.10.12 | −6,3 27.11.10 | −9,5 20.12.09 | −12,1 2005 |
| Record de chaleur (°C) date du record | 21,7 09.01.07 | 24,2 28.02.19  | 26,9 29.03.12  | 30,9 08.04.11 | 33,6 24.05.09 | 43,9 28.06.19 | 39,9 15.07.22 | 42,5 22.08.23 | 37,2 04.09.16 | 32,6 08.10.23 | 24,8 07.11.13 | 20,4 29.12.21 | 43,9 2019  |
| Précipitations (mm)                   | 57,2          | 42,8           | 55,8           | 70,9          | 60,6          | 37            | 32,9          | 49,9          | 110           | 114,3         | 121,7         | 56,3          | 809,4      |

### Milieux naturels et biodiversité

#### Espaces protégés
La protection réglementaire est le mode d’intervention le plus fort pour préserver des espaces naturels remarquables et leur biodiversité associée,.
La commune fait également partie des gorges du Gardon, un territoire reconnu réserve de biosphère par l'UNESCO en 2015 pour l'importante biodiversité qui la caractérise, mariant garrigues, plaines agricoles et yeuseraies,.

#### Zones naturelles d'intérêt écologique, faunistique et floristique

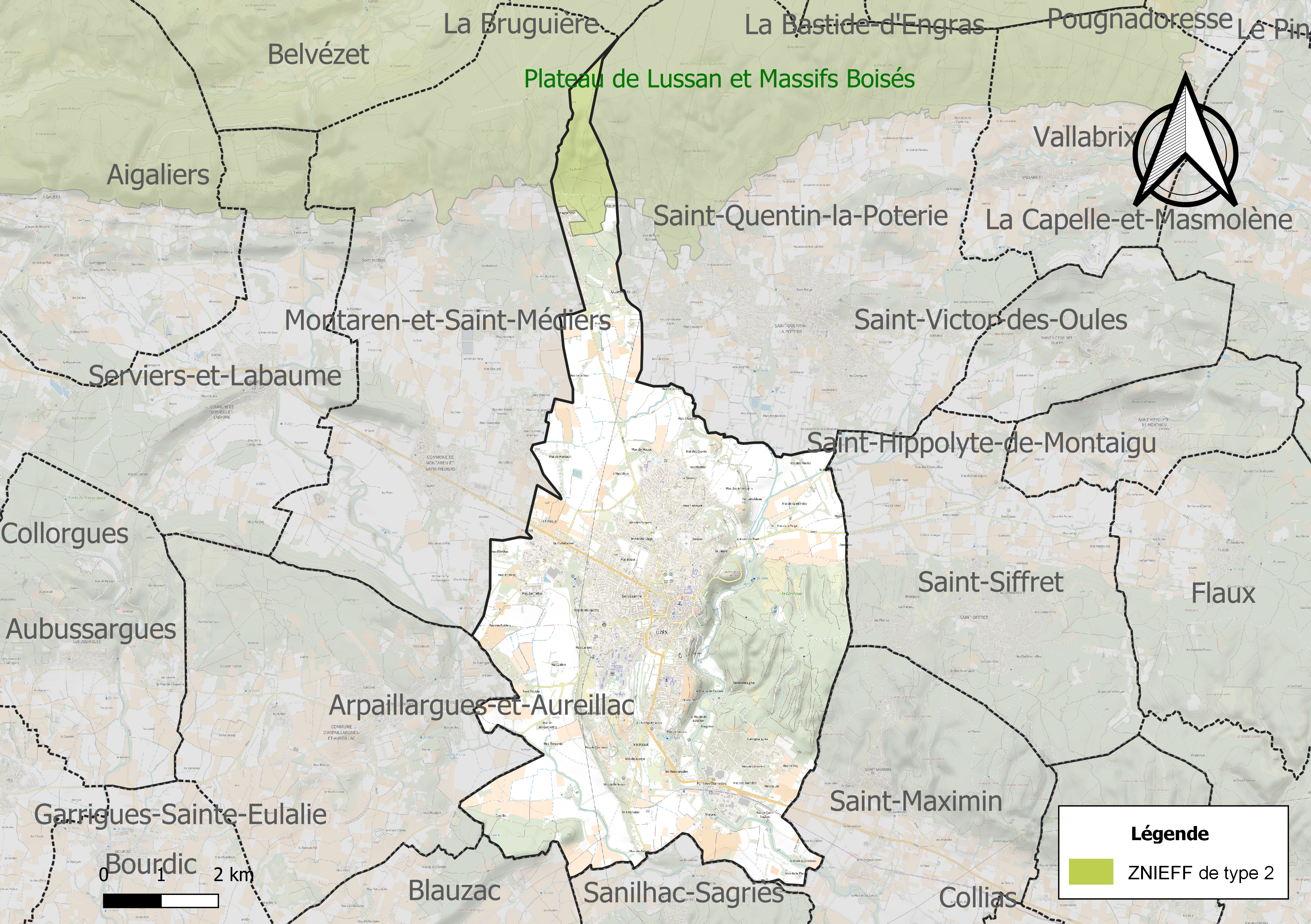
Carte de la ZNIEFF de type 2 localisée sur la commune.

L’inventaire des zones naturelles d'intérêt écologique, faunistique et floristique (ZNIEFF) a pour objectif de réaliser une couverture des zones les plus intéressantes sur le plan écologique, essentiellement dans la perspective d’améliorer la connaissance du patrimoine naturel national et de fournir aux différents décideurs un outil d’aide à la prise en compte de l’environnement dans l’aménagement du territoire.
Une ZNIEFF de type 2 est recensée sur la commune : le « plateau de Lussan et Massifs Boisés » (37 159 ha), couvrant 40 communes du département.

## Urbanisme

### Typologie
Au 1er janvier 2024, Uzès est catégorisée petite ville, selon la nouvelle grille communale de densité à sept niveaux définie par l'Insee en 2022.
Elle appartient à l'unité urbaine d'Uzès, une agglomération intra-départementale regroupant quatre  communes, dont elle est ville-centre,,. Par ailleurs la commune fait partie de l'aire d'attraction d'Uzès, dont elle est la commune-centre,. Cette aire, qui regroupe 18 communes, est catégorisée dans les aires de moins de 50 000 habitants,.

### Occupation des sols
L'occupation des sols de la commune, telle qu'elle ressort de la base de données européenne d’occupation biophysique des sols Corine Land Cover (CLC), est marquée par l'importance des territoires agricoles (54,2 % en 2018), en diminution par rapport à 1990 (58,6 %). La répartition détaillée en 2018 est la suivante :
zones agricoles hétérogènes (37,5 %), zones urbanisées (19,7 %), forêts (16,6 %), terres arables (11,1 %), cultures permanentes (5,6 %), milieux à végétation arbustive et/ou herbacée (5,3 %), zones industrielles ou commerciales et réseaux de communication (3,2 %), espaces verts artificialisés, non agricoles (1 %). L'évolution de l’occupation des sols de la commune et de ses infrastructures peut être observée sur les différentes représentations cartographiques du territoire : la carte de Cassini (XVIIIe siècle), la carte d'état-major (1820-1866) et les cartes ou photos aériennes de l'IGN pour la période actuelle (1950 à aujourd'hui).

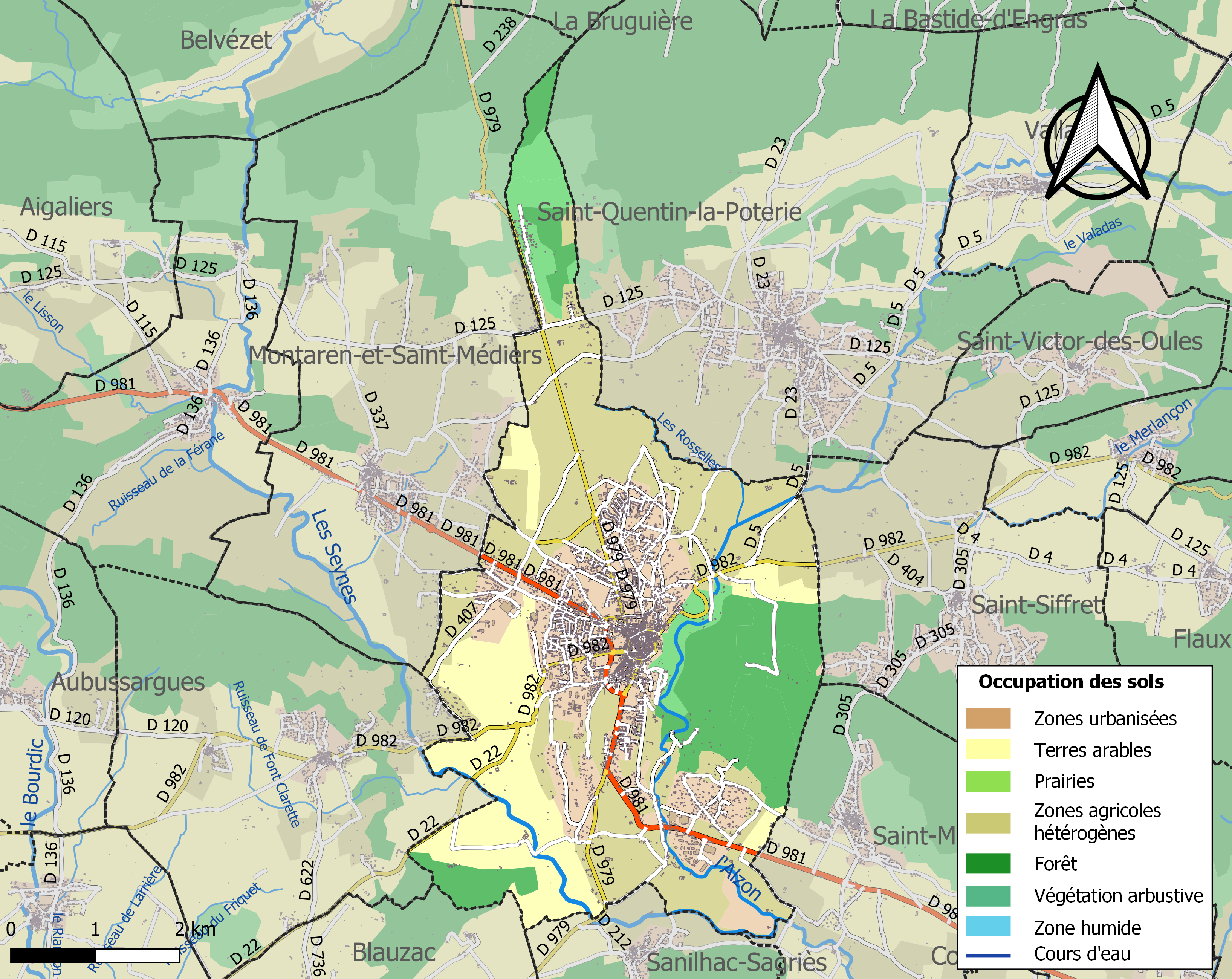
Carte des infrastructures et de l'occupation des sols de la commune en 2018 (CLC).

### Voies de communications et transports

#### Transports en commun

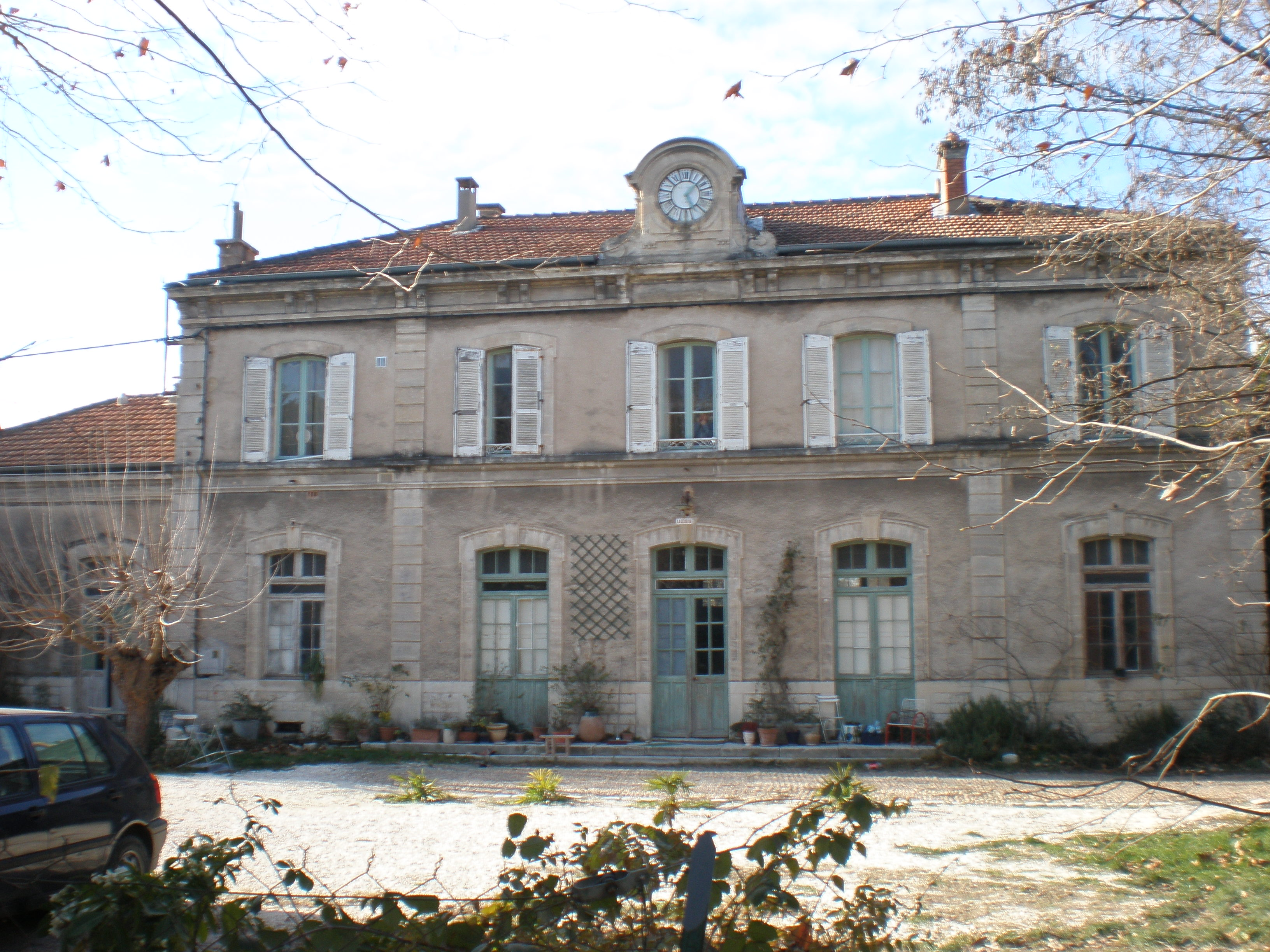
L'ancienne gare d'Uzès.

Uzès a été desservie par une ligne secondaire PLM puis SNCF qui reliait Remoulins à Alès, appelée à l'origine « ligne Beaucaire - Le Martinet ». Une jonction permettait également de relier la ligne des Cévennes entre Uzès et la gare de Nozières - Brignon.
À l'écart des grandes voies de communication, la gare d'Uzès distante d'environ 1,5 km de la ville, en contrebas de la colline vers l'ouest et inaugurée en 1880, est fermée. L'ancien bâtiment de la gare, typique de l'architecture normalisée du PLM (1880) est surmonté d'une horloge couronnant sa façade au sein d'un oculus toujours visible. Désaffectée, elle est devenue une propriété privée. Les rails entre Uzès et Remoulins existent toujours mais pourraient être déposés pour laisser la place à une « voie verte » comme cela a été fait entre Caveirac et Sommières en 2006-2007.
La ville est desservie par plusieurs lignes d'autocar à destination de Nîmes via le pont Saint-Nicolas, Alès et Avignon via le pont du Gard et Remoulins.

### Risques majeurs
Le territoire de la commune d'Uzès est vulnérable à différents aléas naturels : météorologiques (tempête, orage, neige, grand froid, canicule ou sécheresse), inondations, feux de forêts et séisme (sismicité modérée). Il est également exposé à un risque technologique, le transport de matières dangereuses. Un site publié par le BRGM permet d'évaluer simplement et rapidement les risques d'un bien localisé soit par son adresse soit par le numéro de sa parcelle.

#### Risques naturels
Certaines parties du territoire communal sont susceptibles d’être affectées par le risque d’inondation par débordement de cours d'eau et par une crue torrentielle ou à montée rapide de cours d'eau, notamment Les Seynes et l'Alzon. La commune a été reconnue en état de catastrophe naturelle au titre des dommages causés par les inondations et coulées de boue survenues en 1982, 1983, 1988, 1996, 1997, 1998, 2002, 2014 et 2021,.

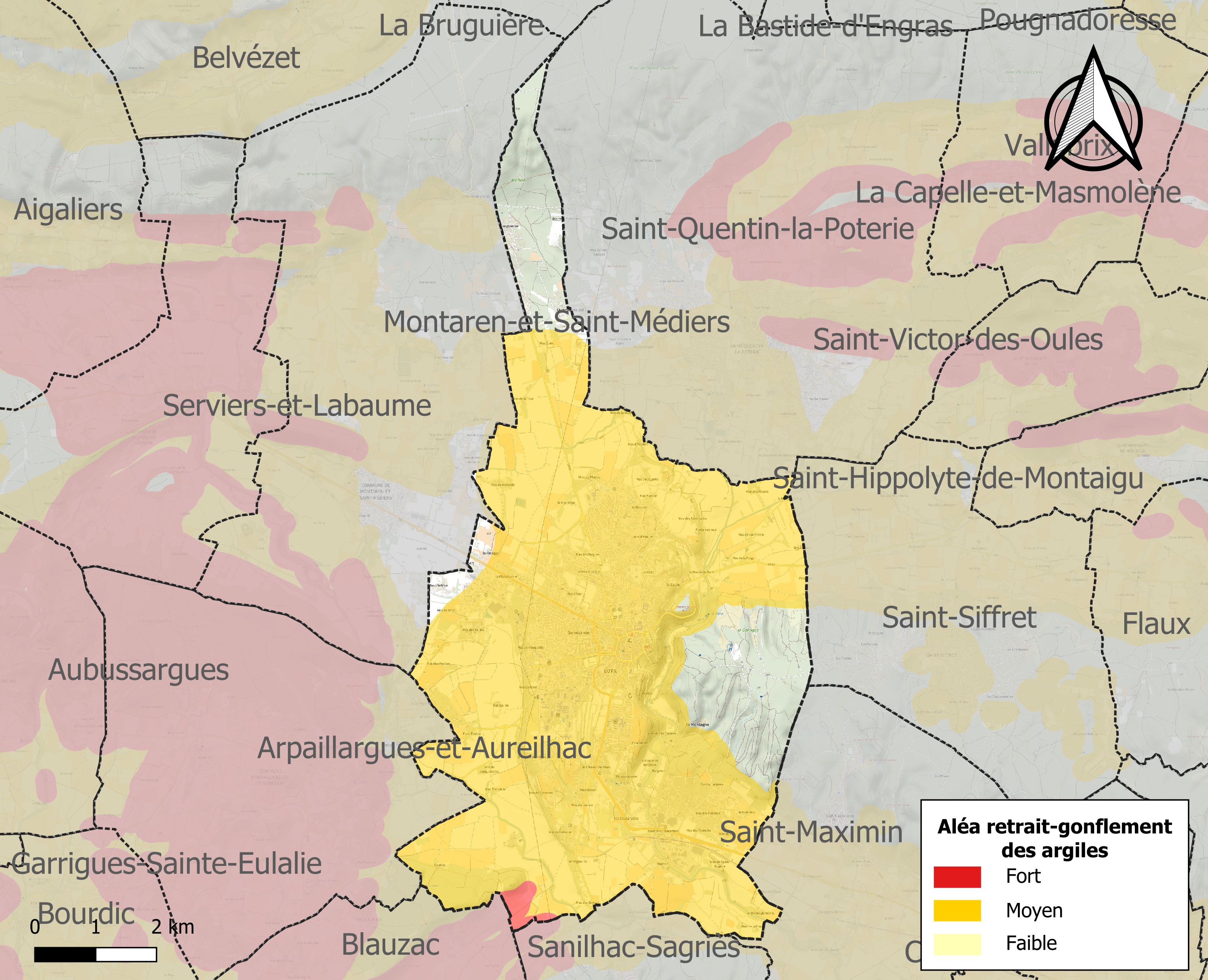
Carte des zones d'aléa retrait-gonflement des sols argileux d'Uzès.

Le retrait-gonflement des sols argileux est susceptible d'engendrer des dommages importants aux bâtiments en cas d’alternance de périodes de sécheresse et de pluie. 82,5 % de la superficie communale est en aléa moyen ou fort (67,5 % au niveau départemental et 48,5 % au niveau national). Sur les 2 789 bâtiments dénombrés sur la commune en 2019, 2672 sont en aléa moyen ou fort, soit 96 %, à comparer aux 90 % au niveau départemental et 54 % au niveau national. Une cartographie de l'exposition du territoire national au retrait gonflement des sols argileux est disponible sur le site du BRGM,.
Par ailleurs, afin de mieux appréhender le risque d’affaissement de terrain, l'inventaire national des cavités souterraines permet de localiser celles situées sur la commune.
Concernant les mouvements de terrains, la commune a été reconnue en état de catastrophe naturelle au titre des dommages causés par la sécheresse en 2017, par des mouvements de terrain en 1983 et par des glissements de terrain en 1988.

#### Risques technologiques
Le risque de transport de matières dangereuses sur la commune est lié à sa traversée par des infrastructures routières ou ferroviaires importantes ou la présence d'une canalisation de transport d'hydrocarbures. Un accident se produisant sur de telles infrastructures est en effet susceptible d’avoir des effets graves au bâti ou aux personnes jusqu’à 350 m, selon la nature du matériau transporté. Des dispositions d’urbanisme peuvent être préconisées en conséquence.

## Toponymie

### Attestations anciennes
Le nom de la localité est attesté sous les formes VCCETIO ; VCETIA ; Castrum Ucetiense ; Ucetia en 506 ; Uzecia, urbs Occitaniæ en 826 ; Ucetia en 878 ; Eutica en 1099 ; Uzetica en 1107 ; Ucetia en 1156 ; Uzez en 1157 ; Ucecia en 1158 ; Uzes en 1160 ; Uzecium en 1160 ; Ussecia en 1363 ; Villa Ucecie en 1384 ; Usès en 1474 ; Ucecia en 1485 ; Villa Ucetiæ en 1505 ; Uzez en 1532, Uzès-la-Montagne pendant la Révolution française, Uzès depuis 1793 et 1801.
Dès l'antiquité, on trouve (sur une stèle exposée au musée de la Romanité à Nîmes) la mention de la cité de Ucetia comme étant l'une des deux cités les plus importantes autour de Nemausus (Nîmes). Par la suite, la localité est signalée en l'an 506 dans les écrits et sur une monnaie mérovingienne, in pago Ucetico en 813, abbatia et villa Sancti Firmini en 1156.

### Étymologie
Il semblerait que le toponyme Usès, en occitan, soit pré-celtique et reste de signification inconnue[réf. nécessaire]. « Le nom latin d|Ucetia, formé probablement sur un toponyme celte uk (correspondant à une hauteur dans une langue pré-celtique)[réf. nécessaire], donnera régulièrement Ucèz ou Usèz (comme on le lit encore dans les lettres de Jean Racine) ».

## Histoire

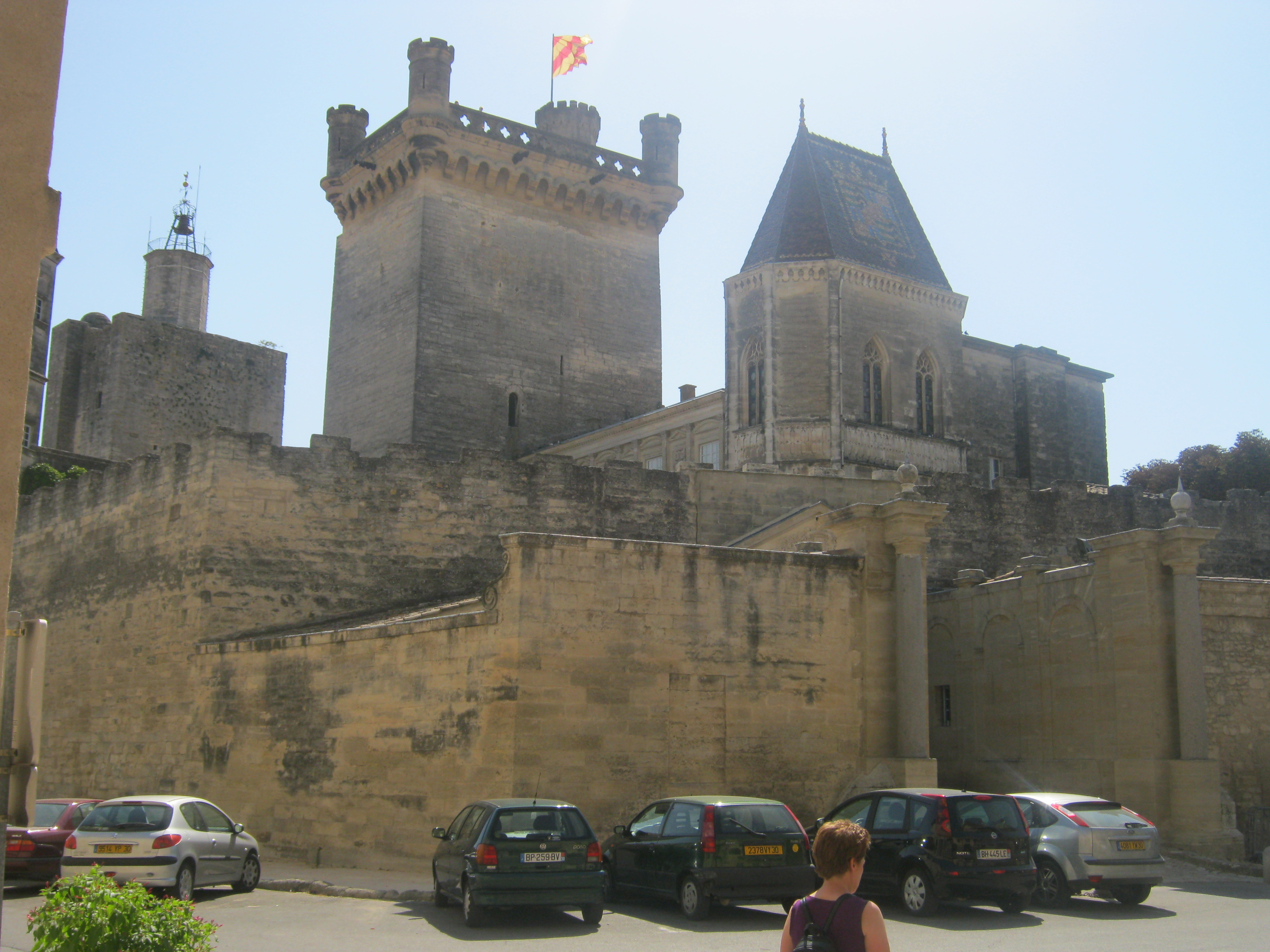
Le duché.

Le développement de la cité d'Uzès, dès le Ier siècle avant notre ère, est antérieur à la construction du pont du Gard qui amenait l'eau de la fontaine d'Eure jusqu'à Nîmes et dont la construction remonte au Ier siècle de notre ère. Le plateau calcaire sur lequel se situe Uzès était déjà occupé vers le Ve siècle avant notre ère probablement par un oppidum qui accueillait la future cité. Un des quartiers périphériques de la ville d'Ucetia a été mis au jour au nord du centre médiéval en 2017. Ces fouilles menées sur 4 000 m2 révèlent l'existence de quartiers urbains à vocation artisanale et résidentielle (rues, îlots d'habitation, puits, hypocauste, domus, mosaïques) dont l'ancienneté est estimée à la fin du IIe siècle avant notre ère.
Il existe un évêché à partir du Ve siècle jusqu'à la Révolution française. Il est supprimé en 1817. Successivement vicomté et comté en 1486, elle devint duché en 1565.
Uzès est durement éprouvée par les guerres de Religion et par la guerre des camisards.
Entre 1795 et 1800, la commune absorbe celle voisine de Saint-Firmin peuplée, selon le recensement de 1793, de 187 habitants ; cette dernière avait porté provisoirement, au cours de la Révolution française, le nom de Firmin-lès-Uzés ; Uzès elle-même avait été renommée, durant cette période, Uzès-la-Montagne.
Elle fut chef-lieu de district de 1790 à 1795 et d'arrondissement de 1800 à 1926.
La marquise de Crussol joue un rôle important dans le nouveau souffle donné à la ville. À partir de 1951, elle engage d'importants travaux de restauration du château. Au début des années 1960, elle intervient auprès d'André Malraux pour que sa sa loi de 1962 permette la création à Uzès d'un des premiers secteurs sauvegardés. C'est chose faite en 1965. La restauration de la ville peut commencer.

## Politique et administration

### Liste des maires

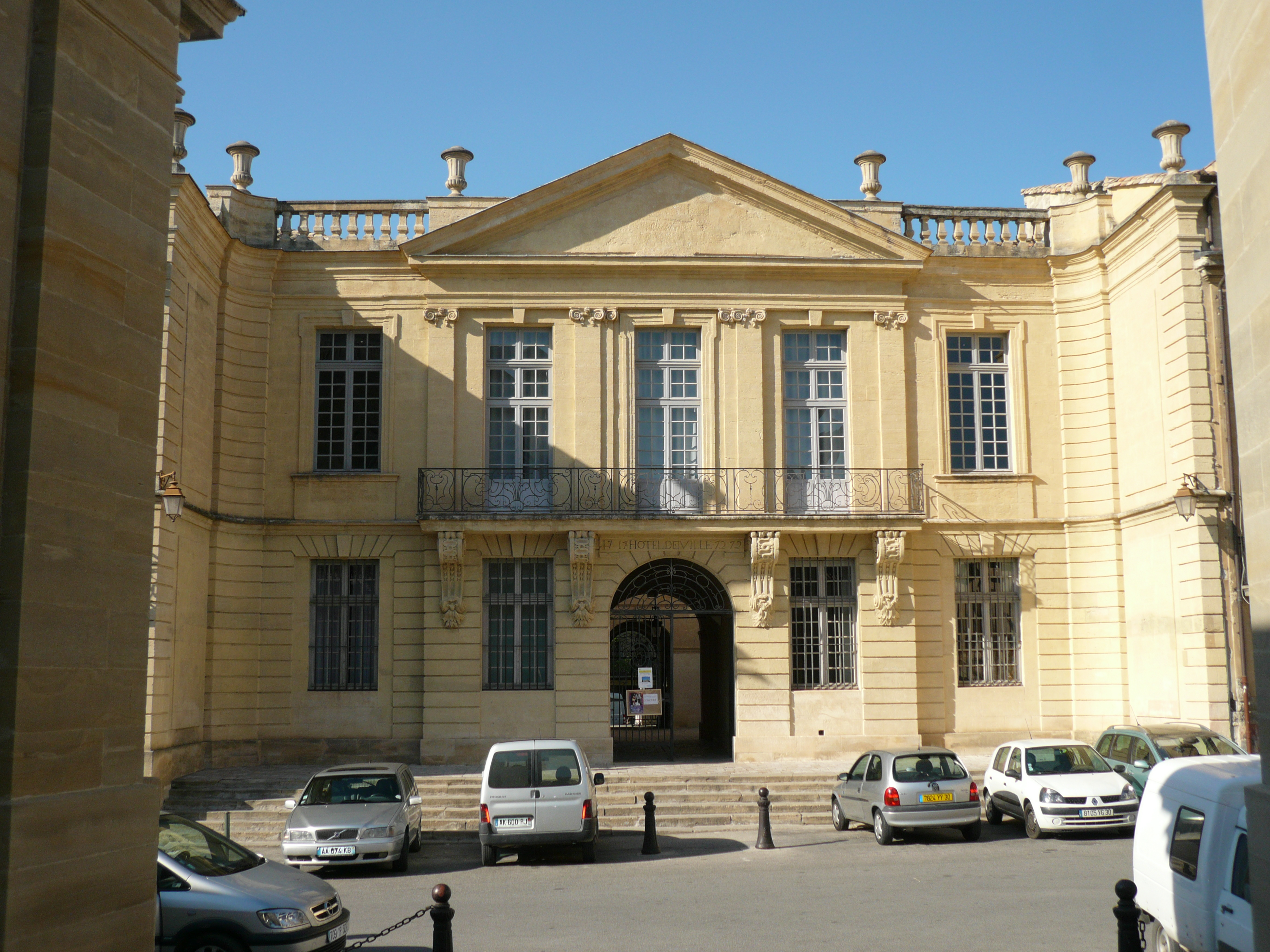
L'hôtel de ville.

| Période | Période  | Identité             | Étiquette                                   | Qualité |
| ------- | -------- | -------------------- | ------------------------------------------- | --- |
| 1944    | 1945     | Adolphe Le Cannelier |                                             | Président du comité de Libération |
| 1945    | 1945     | Georges Chauvin      |                                             | Président du comité de Libération |
| 1945    | 1947     | Jeanne Palanque      | PR                                          | Directrice honoraire de l'école normale d'institutrices d'Aix-en-Provence. L'une des premières femmes maires de France. |
| 1947    | 1953     | Lucien Thibault      | MRP                                         | Professeur au collège |
| 1953    | 1954     | Louis Alteirac       | SFIO                                        | |
| 1954    | 1966     | Georges Chauvin      | SFIO                                        | Conseiller général du canton d'Uzès |
| 1966    | 1983     | André Rancel         | SFIO puis PS                                | Conseiller général du canton d'Uzès (jusqu'en 1984) |
| 1983    | En cours | Jean-Luc Chapon      | UDF puis MoDem puis UMP puis UDI-PR puis MR | Conseiller général du canton d'Uzès (1985-2004) Président de la communauté de communes de l'Uzège (2002-2008) Vice-président de la communauté de communes de l'Uzège (2008-2012) Président de la communauté de communes Pays d'Uzès (2013 → 2020) |

### Budget et fiscalité 2021
(avril 2022).
En 2021, le budget de la commune était constitué ainsi :
- total des produits de fonctionnement : 13 708 000 €, soit 1 564 € par habitant ;
- total des charges de fonctionnement : 10 187 000 €, soit 1 162 € par habitant ;
- total des ressources d’investissement : 4 386 000 €, soit 500 € par habitant ;
- total des emplois d’investissement : 7 364 000 €, soit 840 € par habitant.
- endettement : 12 707 000 €, soit 1 450 € par habitant.

Avec les taux de fiscalité suivants :
- taxe d’habitation : 13,13 % ;
- taxe foncière sur les propriétés bâties : 46,02 % ;
- taxe foncière sur les propriétés non bâties : 69,52 % ;
- taxe additionnelle à la taxe foncière sur les propriétés non bâties : 0 % ;
- cotisation foncière des entreprises : 0 %.

Chiffres clés Revenus et pauvreté des ménages en 2020 : Médiane en 2020 du revenu disponible, par unité de consommation : 19 850 €.

### Intercommunalité
Communauté de communes Pays d'Uzès.

## Équipements et services publics

### Enseignement
Établissements d'enseignements sur la commune :
- Écoles maternelles et élémentaires[41] ;
- Collèges (Collège Lou Redounet[42], Collège Jean-Louis Trintignant[43], Collège Saint-Firmin[44]) ;
- Lycée polyvalent Charles Gide[45], créé en 2020 par la fusion des lycées Charles Gide et Georges Guynemer[46],[47].

### Santé
- Centre hospitalier d'Uzès[48] ;
- Centre hospitalier psychiatrique, le Mas Careiron depuis les années 1960 ;
- Professionnels de santé[49].

## Population et société

### Démographie

#### Évolution démographique
L'évolution du nombre d'habitants est connue à travers les recensements de la population effectués dans la commune depuis 1793. Pour les communes de moins de 10 000 habitants, une enquête de recensement portant sur toute la population est réalisée tous les cinq ans, les populations de référence des années intermédiaires étant quant à elles estimées par interpolation ou extrapolation. Pour la commune, le premier recensement exhaustif entrant dans le cadre du nouveau dispositif a été réalisé en 2004.

En 2022, la commune comptait 8 360 habitants, en évolution de −1,54 % par rapport à 2016 (Gard : +2,97 %, France hors Mayotte : +2,11 %).
| 1793  | 1800  | 1806  | 1821  | 1831  | 1836  | 1841  | 1846  | 1851  |
| ----- | ----- | ----- | ----- | ----- | ----- | ----- | ----- | ----- |
| 6 150 | 6 350 | 6 287 | 5 684 | 6 162 | 6 856 | 7 274 | 7 215 | 6 934 |

| 1856  | 1861  | 1866  | 1872  | 1876  | 1881  | 1886  | 1891  | 1896  |
| ----- | ----- | ----- | ----- | ----- | ----- | ----- | ----- | ----- |
| 6 333 | 6 242 | 5 895 | 5 574 | 5 585 | 5 449 | 5 146 | 4 989 | 4 819 |

| 1901  | 1906  | 1911  | 1921  | 1926  | 1931  | 1936  | 1946  | 1954  |
| ----- | ----- | ----- | ----- | ----- | ----- | ----- | ----- | ----- |
| 4 889 | 5 182 | 4 804 | 4 098 | 4 456 | 4 212 | 4 033 | 4 667 | 5 222 |

| 1962  | 1968  | 1975  | 1982  | 1990  | 1999  | 2004  | 2006  | 2009  |
| ----- | ----- | ----- | ----- | ----- | ----- | ----- | ----- | ----- |
| 5 649 | 6 851 | 7 078 | 7 525 | 7 649 | 8 007 | 7 859 | 7 935 | 8 339 |

| 2014  | 2019  | 2022  | - | - | - | - | - | - |
| ----- | ----- | ----- | - | - | - | - | - | - |
| 8 569 | 8 387 | 8 360 | - | - | - | - | - | - |

#### Pyramide des âges
La population de la commune est relativement âgée. En 2018, le taux de personnes d'un âge inférieur à 30 ans s'élève à 25,4 %, soit un taux inférieur à la moyenne départementale (32,6 %). À l'inverse, le taux de personnes d'un âge supérieur à 60 ans (42,0 %) est supérieur au taux départemental (29,6 %).
En 2018, la commune comptait 3 784 hommes pour 4 636 femmes, soit un taux de 55,06 % de femmes, supérieur au taux départemental (51,82 %).
Les pyramides des âges de la commune et du département s'établissent comme suit :
| Hommes | Classe d’âge | Femmes |
| ------ | ------------ | ------ |
| 1,3    | 90 ou +      | 3,1    |
| 13,8   | 75-89 ans    | 17,1   |
| 23,4   | 60-74 ans    | 24,6   |
| 19,2   | 45-59 ans    | 19,4   |
| 13,4   | 30-44 ans    | 13,2   |
| 14,8   | 15-29 ans    | 11,1   |
| 14,1   | 0-14 ans     | 11,4   |

| Hommes | Classe d’âge | Femmes |
| ------ | ------------ | ------ |
| 0,9    | 90 ou +      | 2      |
| 8,3    | 75-89 ans    | 10,6   |
| 19,4   | 60-74 ans    | 19,9   |
| 20,4   | 45-59 ans    | 20,3   |
| 16,8   | 30-44 ans    | 17     |
| 16,4   | 15-29 ans    | 14,2   |
| 17,8   | 0-14 ans     | 15,8   |

### Vie culturelle
- la ville comporte une librairie proposant des ouvrages littéraires[Note 7] ;
- l'association pour le Théâtre Populaire d’Uzès et de l’Uzège (ATP)[54], créée en 1981, propose une programmation théâtrale ;
- la ville possède un cinéma, le Capitole ;
- un centre de développement chorégraphique y est installé ;
- tous les ans a lieu, lors de la troisième semaine de juin, le festival Uzès danse qui présente des spectacles de danse contemporaine ;
- Les éditions de la Cigale Uzégeoise connurent un grand succès dans les années 1920-1930. La Nouvelle Cigale tente de relever l'édition régionale[55] ;
- La médiathèque[56], aménagée dans une ancienne école catholique, que domine une petite « tourelle-clocher » néo-romane terminée par un dôme surmontée aujourd'hui encore d'une statue de la Vierge.

### Sports et loisirs
Uzès compte de nombreuses équipes et infrastructures sportives. L'équipe la plus populaire de la ville est l'Entente sportive Pays d'Uzès, club de football évoluant en DHR et jouant au stade Pautex.

### Cultes
- Culte catholique. Ensemble paroissial d'Uzès. Doyenné : Uzège - Gardonnenque. Diocèse de Nîmes - Uzès - Alès[57] ;
- Culte protestant uni de France : uzes.epudf. org
- Culte musulman[58]. 15 mosquées et une salle de prière.

## Économie

### Entreprises et commerces

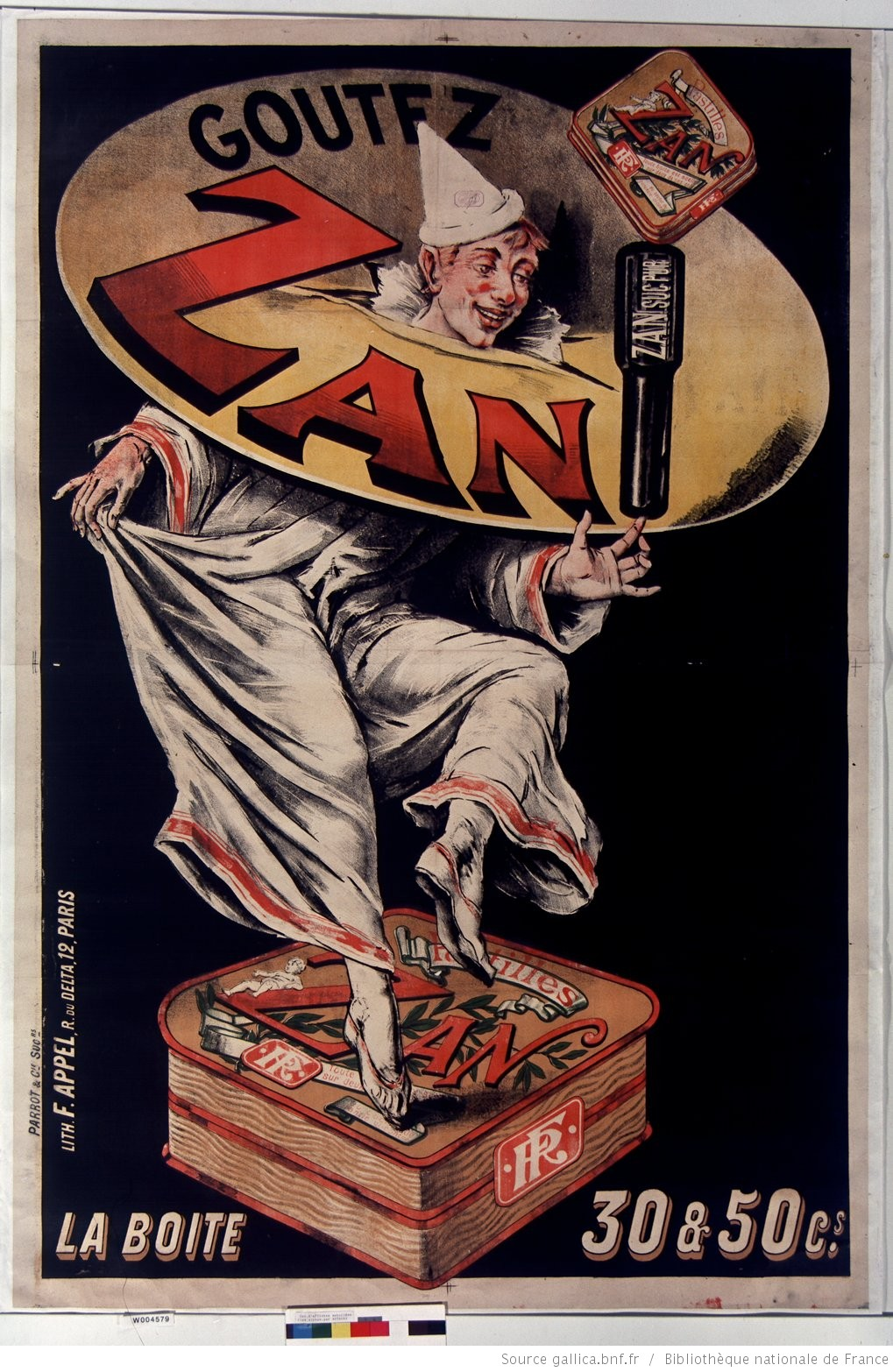
Publicité du réglisse Zan.

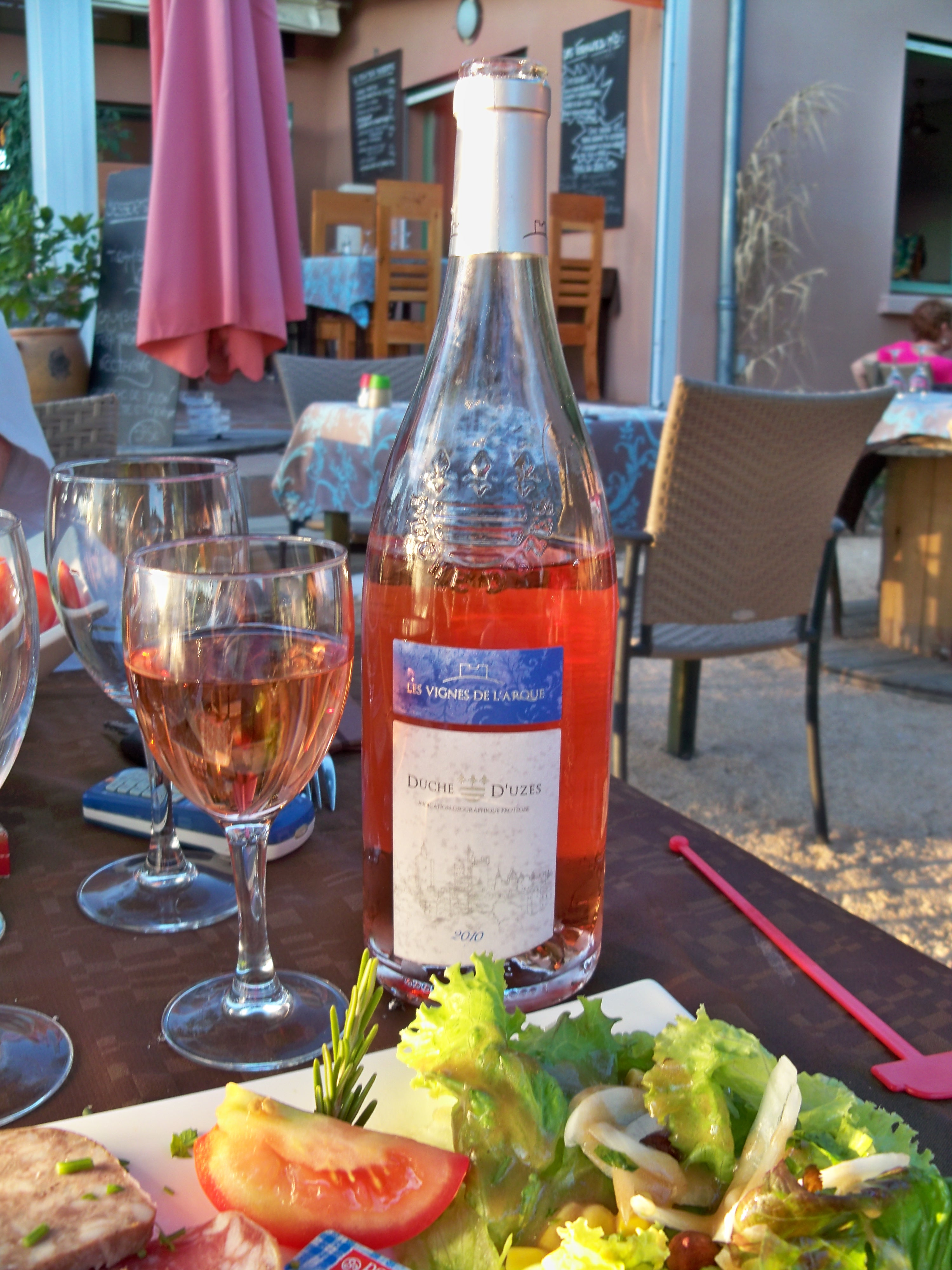
AOC Duché d'Uzès.

- La ville abrite une usine du confiseur allemand Haribo qui a pris le contrôle de l'entreprise Ricqlès-Zan, la culture de la réglisse étant répandue dans la région. À côté y figure également le musée du bonbon ;
- Briqueterie réfractaire David, puis confiserie (réglisserie) Causse, puis Perdrix[59] ;
- Briqueterie réfractaire Teissier et Nègre, puis Michallet, puis de la Compagnie des Produits Réfractaires d'Uzès[60] ;
- Briqueterie des Produits Réfractaires du Gard, ou Mathon, actuellement Mathon-Prema[61] ;
- Moulin à huile, filature de soie dite filature Vincent, puis Bonnet[62] ;
- Moulin à huile et à foulon Broche, puis usine de papeterie Gentil, puis Lafont, usine d'impression sur étoffes Veyrun, puis usine de produits alimentaires (amidonnerie, réglisserie, usine à glace) Abauzit[63] ;
- Filature de soie Boudet[64] ;
- Filature et moulinerie de soie Mathieu, puis Boudet[65] ;
- Filature de soie Massador, puis Alais et Foucard[66] ;
- Filature de soie Bouzige[67] ;
- Filature et moulinerie de soie Teraube, usine de produits alimentaires (confiserie et réglisserie Zan)[68] ;
- Moulinerie de soie Chevalier, puis Vincent[69] ;
- Moulinerie, filature de soie Silhol, puis Bérard[70] ;
- Moulin à foulon, puis filature et moulinerie de soie Roussel[71] ;
- Moulin à foulon Gentil, moulin à huile, moulin à farine Teraube, puis usine de produits alimentaires (usine à broyer la réglisse) Zan[72] ;
- Moulin à foulon et filature de soie Coq, usine de passementerie de soie dite fabrique de lacets Chabert, puis Guérin[73] ;
- Fonderie de bronze et de fer Petavit[74] ;
- Ensemble de petite métallurgie des usines Petavit[75] ;
- Usine de poterie Pichon[76] ;
- Faïencerie Vernet[77] ;
- Usine à gaz Molinard, puis du Gaz Continental[78].

#### Agriculture et gastronomie
- Réglisserie Haribo, anciennement Zan ;
- Brasserie Brunel[79] ;
- Vignoble du Duché-d'uzès (AOC), vin d'appellation issu de la viticulture locale ;
- Croquignoles d'Uzès, pâtisserie ;
- Truffes noires d'Uzès ;
- Vignoble de Vaunage (IGP), vin de pays issu de la viticulture locale ;
- Philippe Deschamps, pâtissier depuis 25 ans[80].

#### Tourisme
- Dans le hameau de Pont des Charrettes, une réglisserie Haribo, anciennement Zan, abritant le musée du bonbon et une poterie artisanale de qualité, Pichon, depuis le début du XIXe siècle ;
- Les bâtiments de la manufacture Vincent[81] qui ont abrité un moulin à huile et la dernière filature de soie fonctionnant à Uzès. La sériciculture était florissante au XVIIIe siècle et faisait vivre environ 2 000 personnes à Uzès, spécialisée alors dans la production des bas de soie. L'activité de la manufacture Vincent a débuté au XIXe siècle pour cesser en 1936, suivant le déclin général de l'industrie textile dans la région.

#### Commerces
- Zone commerciale du Pont-des-Charrettes : Centre commercial Carrefour ;
- Centre Historique : Principalement des commerces indépendants (By dé Bo, Bénédikt Aïchelé Joaillier[82], Le Vestiaire d'Uzès…).

## Culture locale et patrimoine

### Lieux et monuments

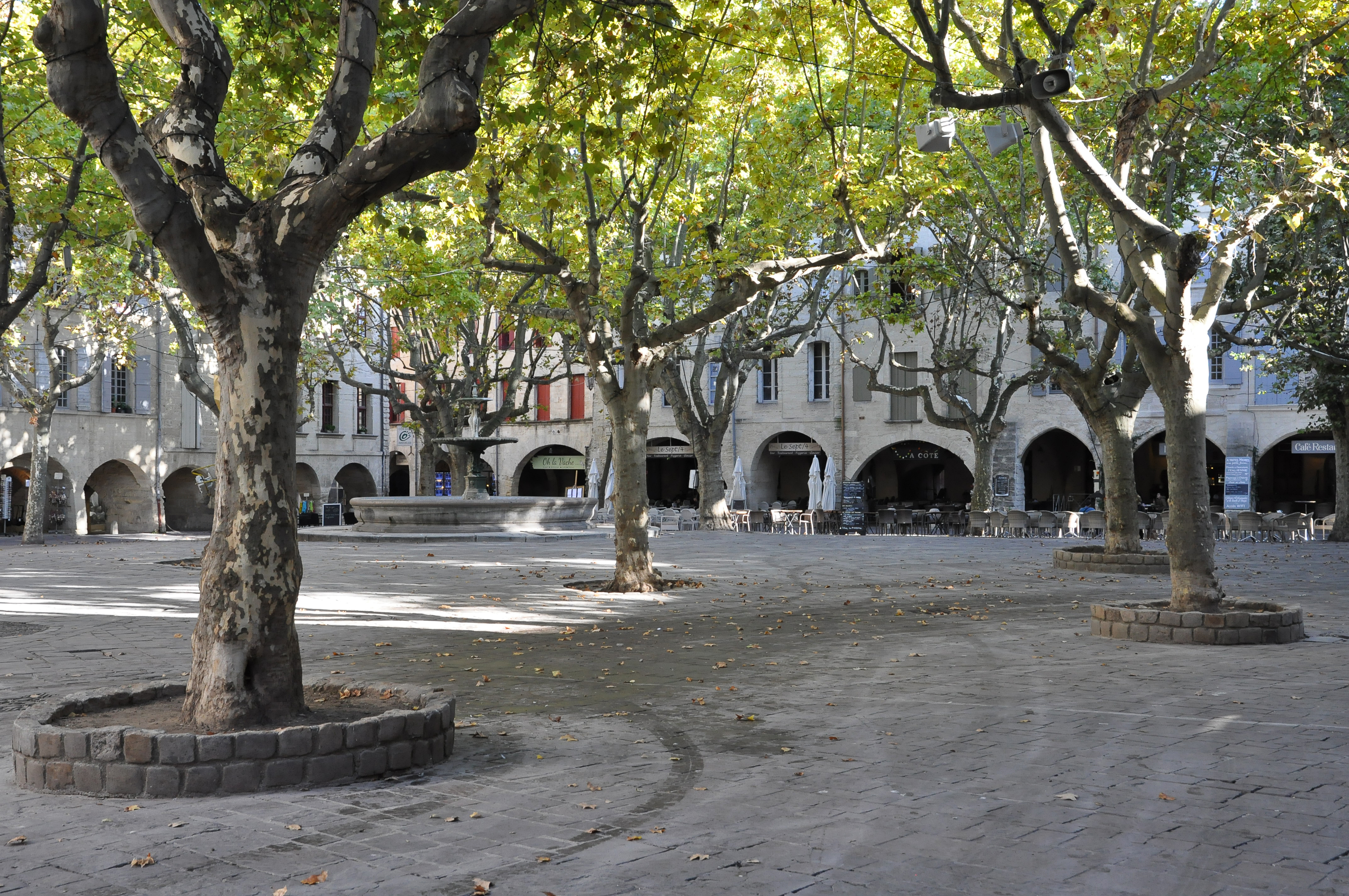
Place aux Herbes.

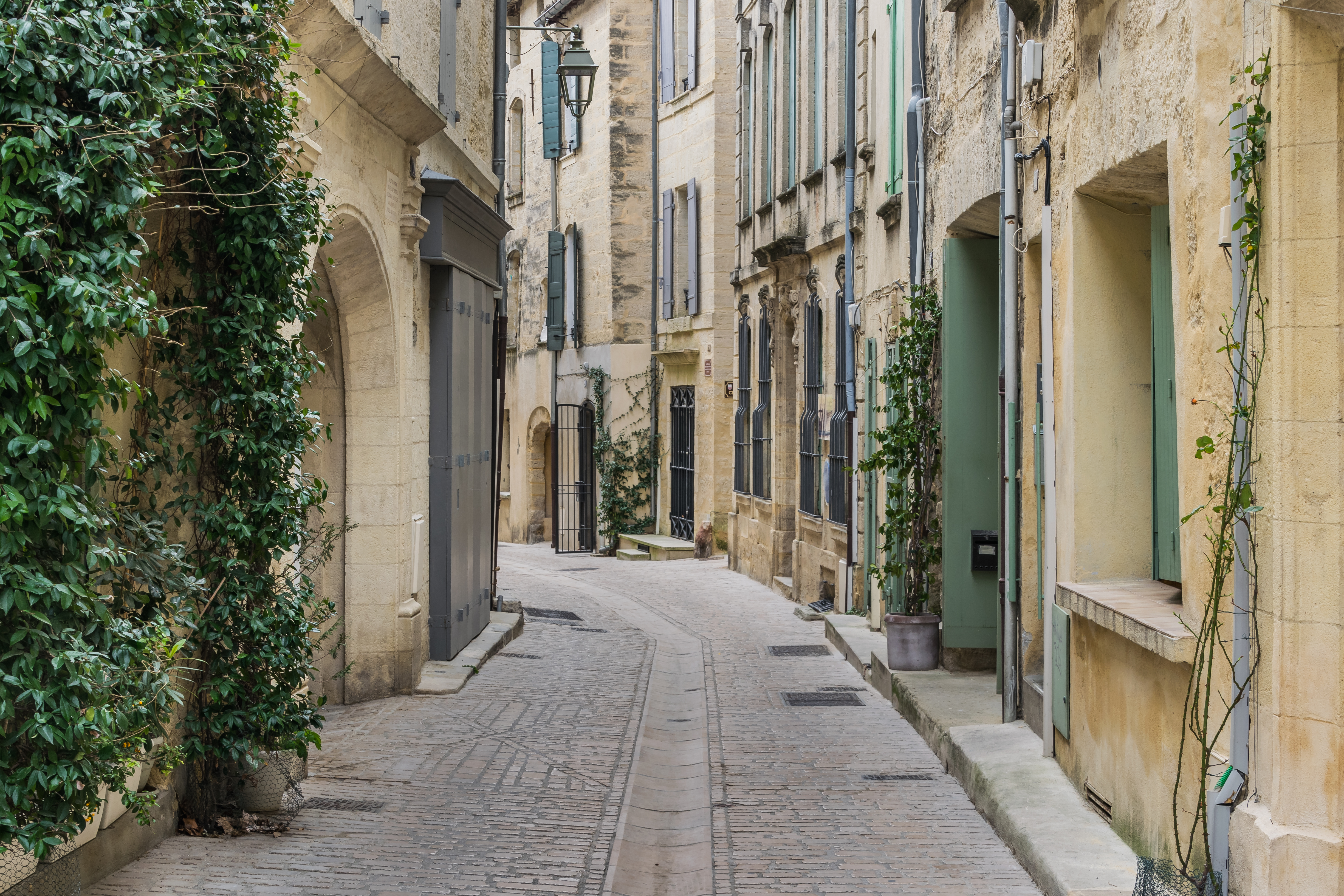
Rue de la petite bourgade.

Uzès est classée ville d'art et d'histoire. Son centre est particulièrement bien conservé, offrant aux visiteurs de superbes façades des XVIe et XVIIIe siècles et de nombreux hôtels particuliers (pour une cité aussi modeste, près de 40 bâtiments sont inscrits ou classés au titre des Monuments historiques !). Les rues piétonnes étroites et pavées ramènent à l'époque médiévale, Renaissance et jusqu'au XVIIIe siècle.
Sa place aux Herbes, ombragée de platanes, entourée de maisons à arcades, et au milieu de laquelle trône une grande fontaine en fonte ouvragée du milieu du XIXe siècle, est le lieu d'un marché hebdomadaire du samedi très apprécié, où se mêlent les parfums des herbes aromatiques de Provence et du Languedoc.
Sur la place Albert-Ier, ancienne place du marché au Blé au centre de laquelle se dresse un gracieuse fontaine figurant une monumentale femme à l'antique en fonte de fer, se situe la chapelle des Capucins construite en 1635 sur l'emplacement d'un édifice romain monumental (découverte de 8 colonnes en granit et de chapiteaux en marbre) dont la nature nous est inconnue. Cette chapelle accueillit les sépultures des ducs d'Uzès jusqu'en 1789 et est actuellement le siège de l'office de tourisme.

#### Le patrimoine religieux

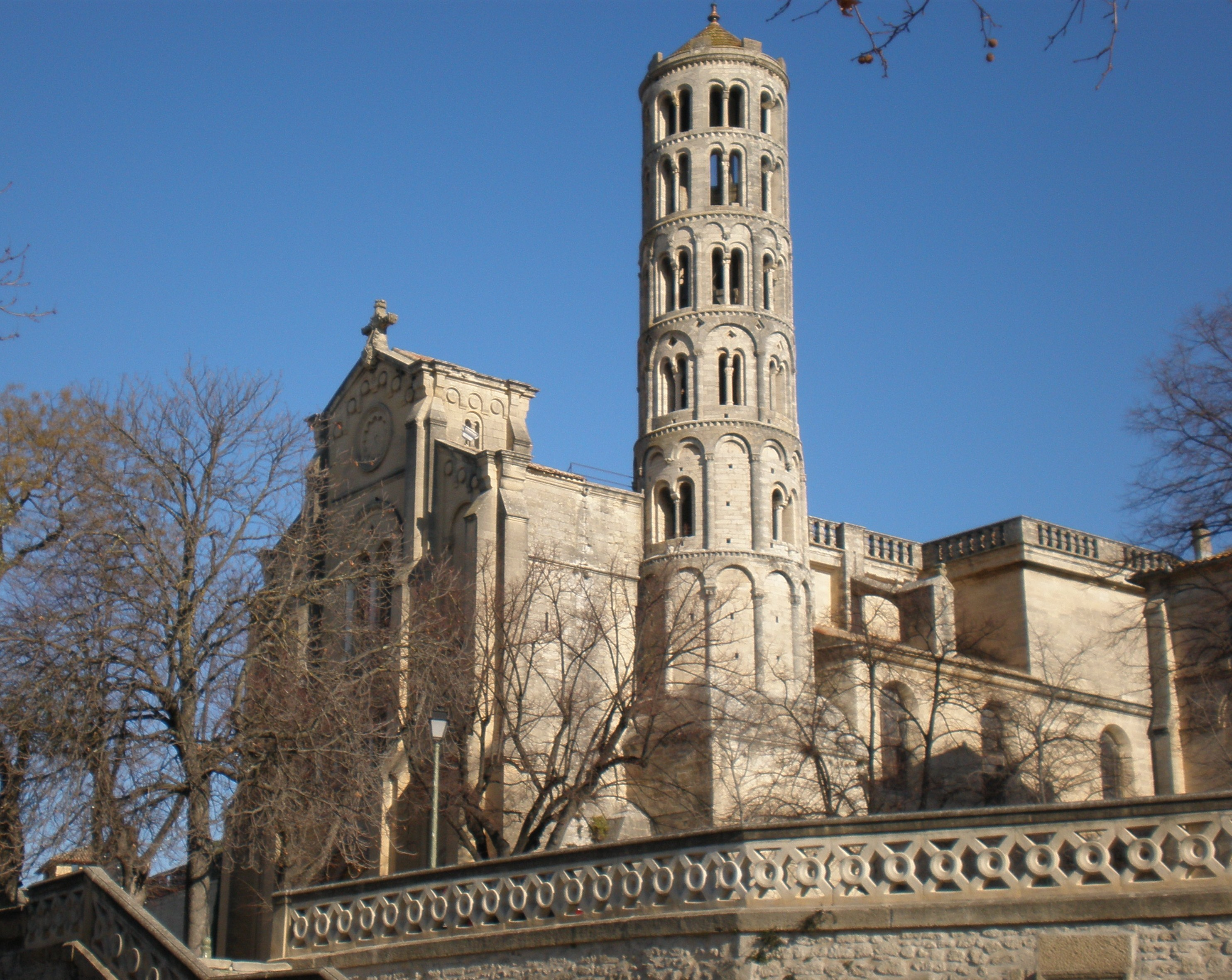
La cathédrale Saint-Théodorit et la tour Fenestrelle.
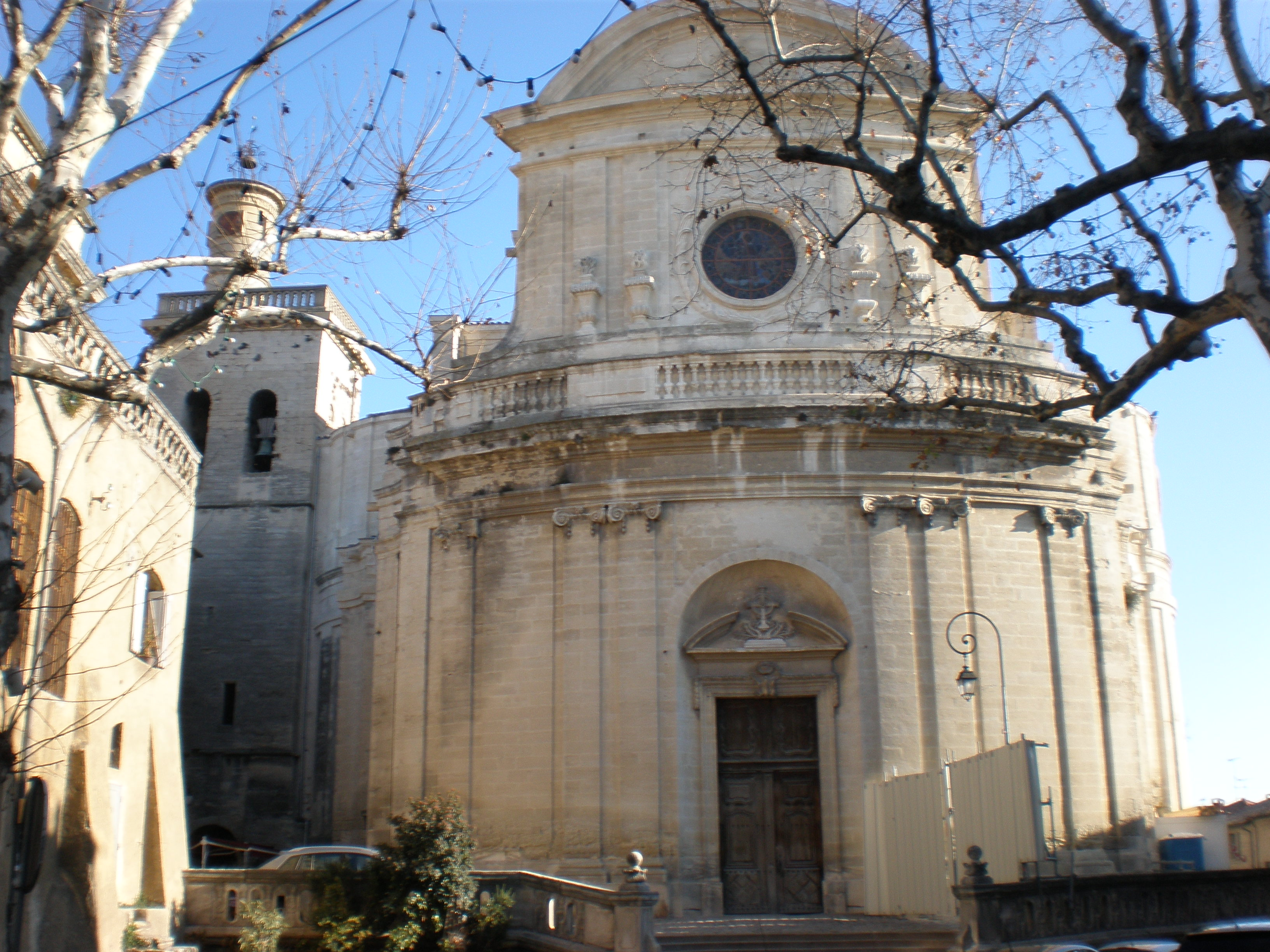
L'église Saint-Étienne.
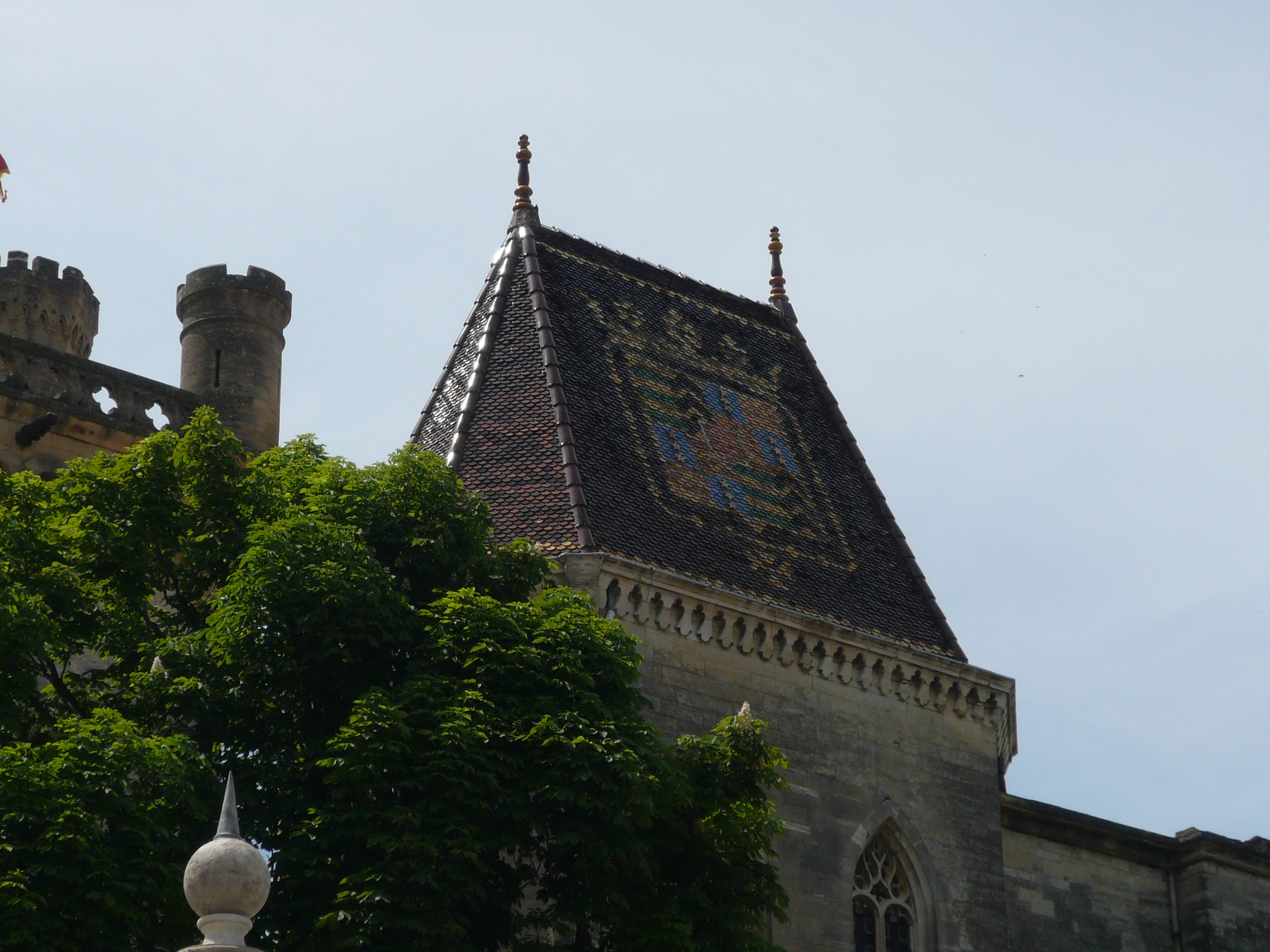
Blason de la famille ducale.
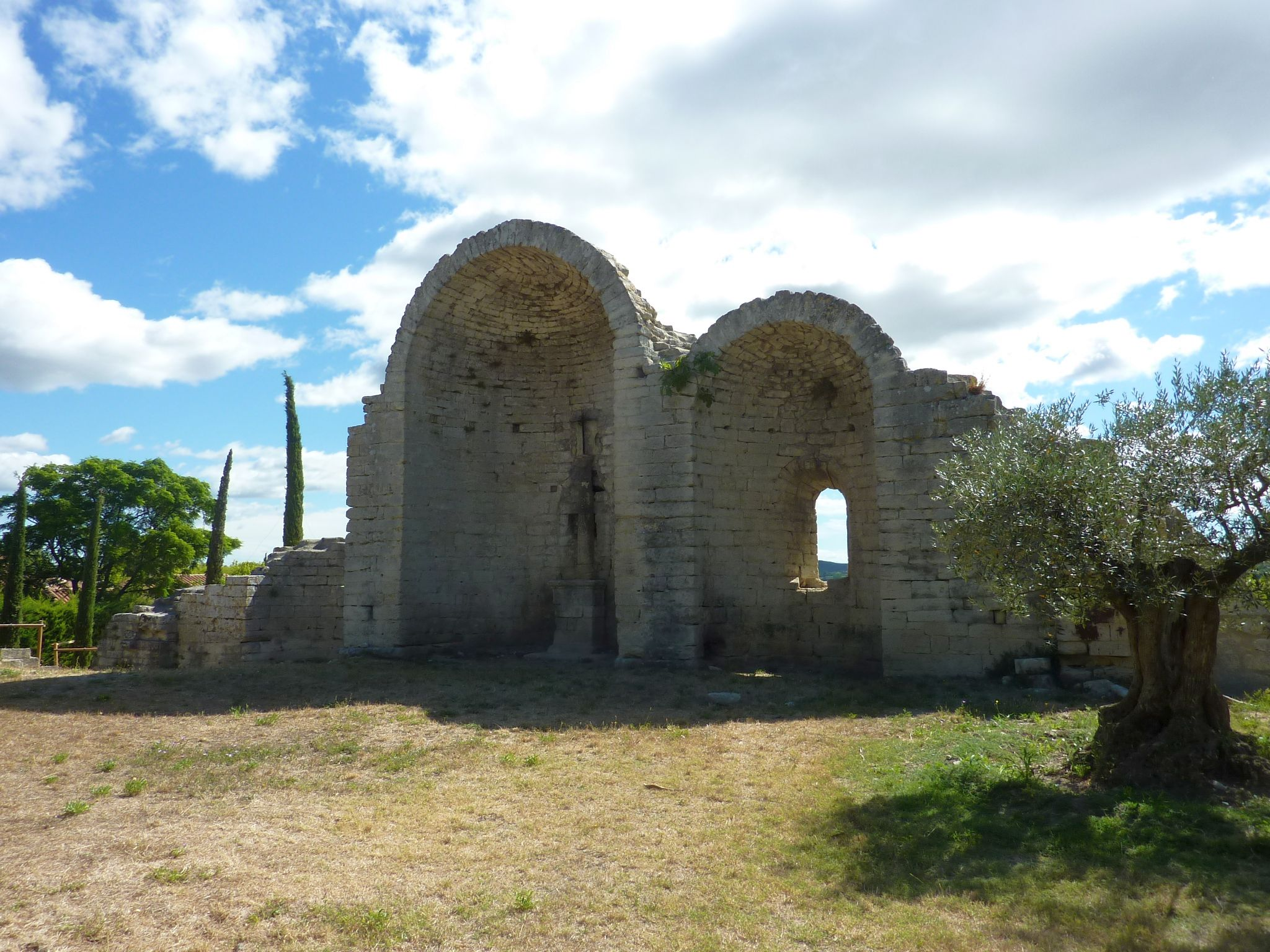
Vestiges de l'Église Saint-Geniès d'Uzès.
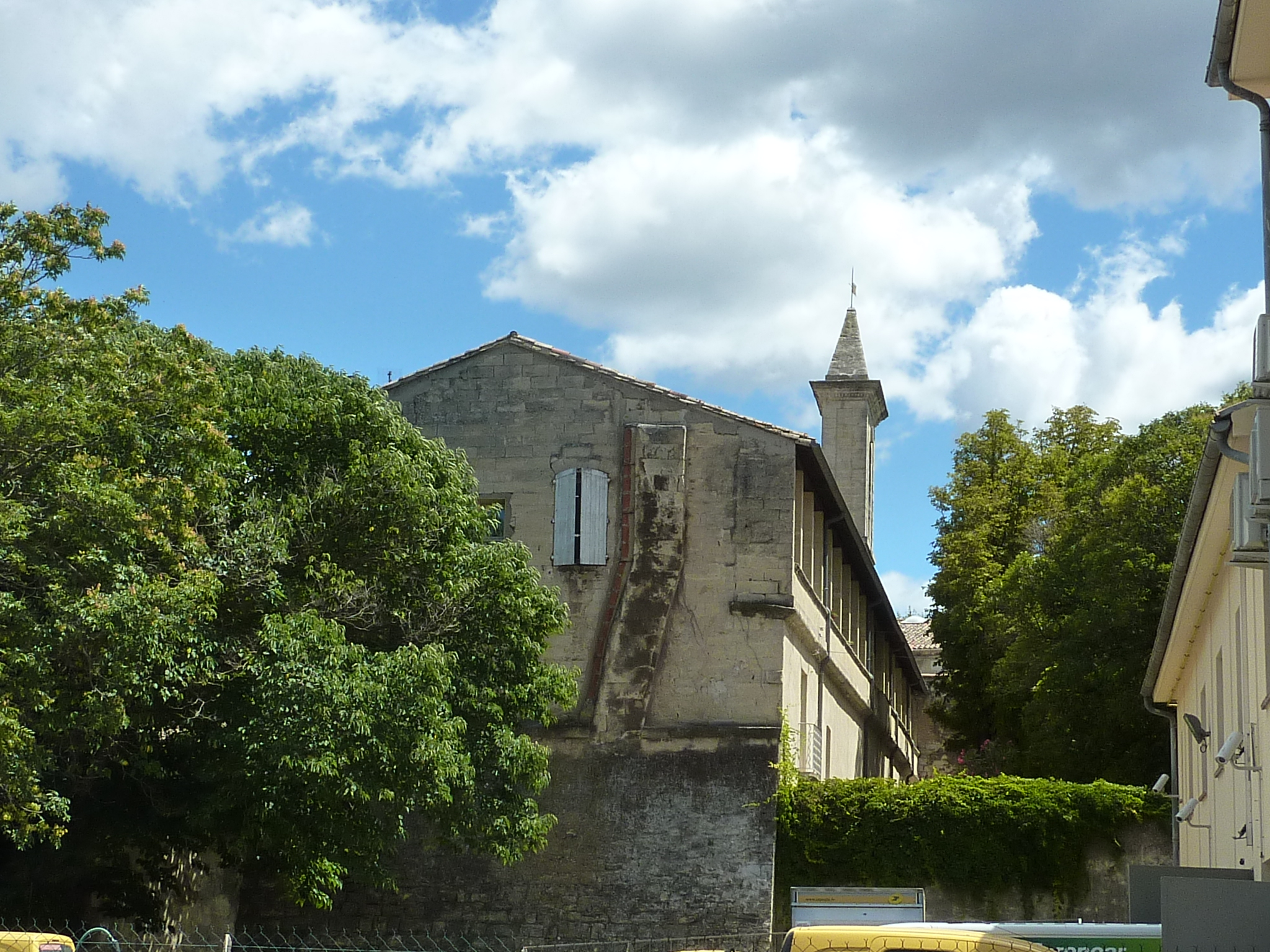
Temple protestant d'Uzès.
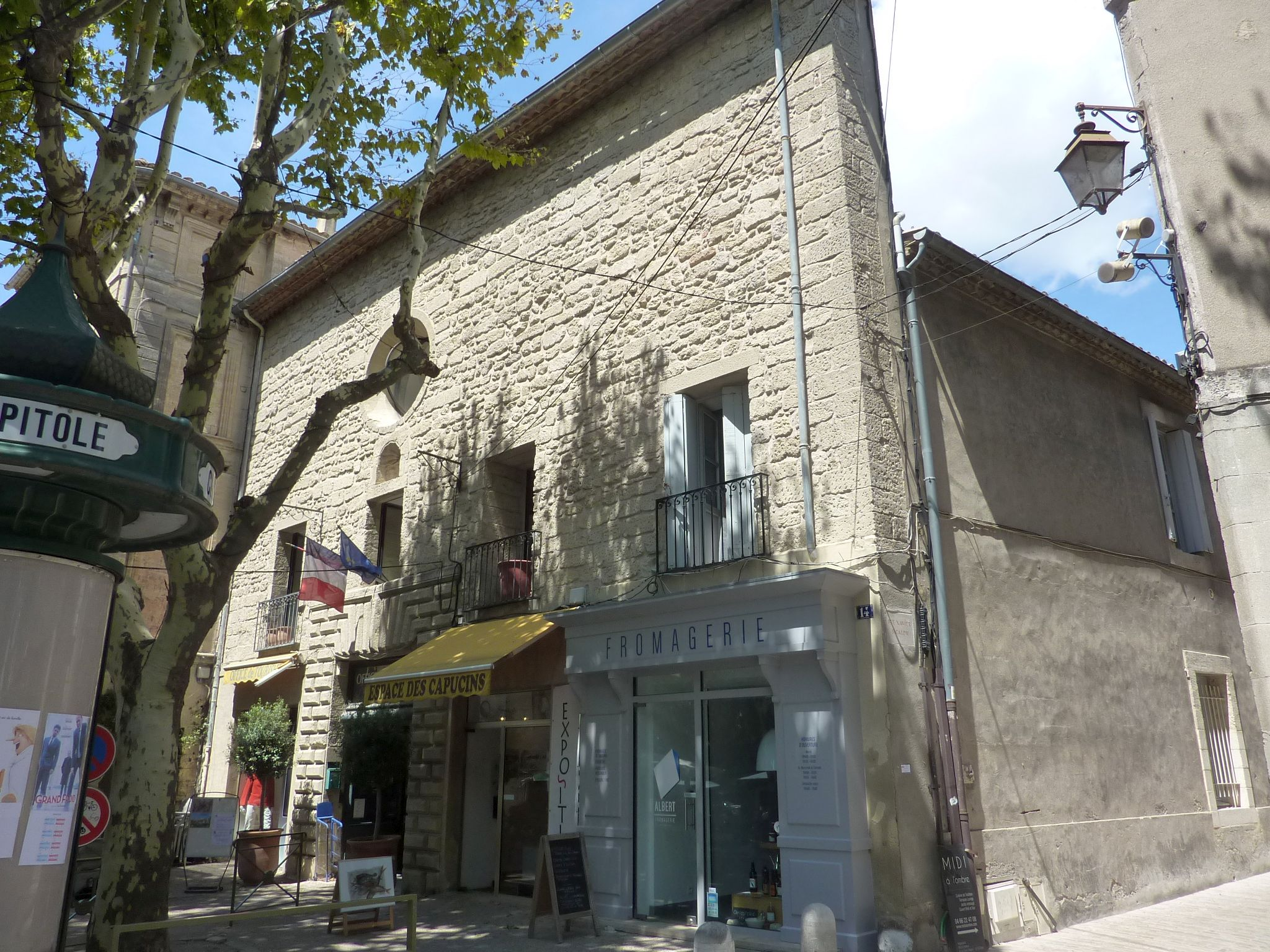
Chapelle des Capucins d'Uzès.

- La cathédrale Saint-Théodorit[83]. Saccagée au cours des guerres de Religion, elle fut rebâtie au milieu du XVIIe siècle. À l'intérieur, remarquer les galeries en fer forgé qui courent tout le long du premier niveau ainsi que les exceptionnelles orgues du XVIIe siècle à volets décorés (les seuls encore d'origine en France). La hauteur des voûtes de la nef est de 18 mètres. La façade extérieure est une construction de la fin du XIXe siècle qui masque l'austère façade du XVIIe siècle. Au sud, sur la petite esplanade plantée de marronniers, outre le joli panorama sur les garrigues environnantes, présence du fameux petit pavillon Racine surmonté d'un dôme[84]. Orgue de tribune[85],[86],[87]. La Tour dite Campanile (ou Tour Fenestrelle) a été classé au titre des monuments historiques en 1862[88]. La Cathédrale a été classé au titre des monuments historiques en 1963[88]. De nombreux objets sont référencés dans la base Palissy (voir les notices liées)[88] ;
- Ancien grand séminaire[89] ;
- L'ancien évêché[90] : très vaste bâtiment du XVIIe siècle attenant à la cathédrale, il a abrité la sous-préfecture et le tribunal jusqu'en 1926. Aujourd'hui y a pris place notamment, après une très importante restauration, le musée municipal Georges-Borias. À voir, entre autres, les fameuses armoires peintes d'Uzès ; la porte monumentale dont le balcon est supporté de deux atlantes ;
- L'église Saint-Étienne[91],[92], construite de 1763 à 1775 sur l'emplacement d'une ancienne église détruite pendant les guerres de Religion. Seul demeure de l'ancien édifice le puissant clocher carré dont la terrasse est surmontée d'une tourelle abritant un campanile en fer forgé qui comporte un timbre hémisphérique faisant office de cloche des heures. Son style général est baroque tardif (ou jésuite). Il a un plan en croix grecque avec une belle façade curviligne décorée d'urnes d'où jaillissent des flammes. L'intérieur est très lumineux et possède une gracieuse coupole. Cette église a été restaurée en 2011. Orgue de tribune[93]. L'édifice a été classé au titre des monuments historiques en 1974[91]. Plusieurs objets sont référencés dans la base Palissy (voir les notices liées)[91] ;
- Église Saint-Julien d'Uzès. L'édifice a été inscrit au titre des monuments historiques en 1999[94] ;
- Chapelle des Capucins d'Uzès ;
- Les vestiges de l'église romane Saint-Geniès, du XIIe siècle[95],[96]. Les vestiges ont été inscrits au titre des monuments historiques en 1949[97] ;
- La crypte[98] ;
- Temple protestant d'Uzès[99]. Pendant les guerres de Religion, le temple et dix églises furent détruits. Au XVIe siècle, Uzès était la 5e ville protestante du royaume. Au XVIIe siècle, la cathédrale était relevée de ses ruines et accueillait de nouveaux convertis. Les réformés quant à eux, vivaient leur foi dans la clandestinité au risque d'être emprisonnés ou envoyés aux galères. En 1791, ils acquièrent l'ancien couvent des Cordeliers, qui avait été construit dans la seconde moitié du XVIIe siècle et qui donne sur l'actuelle esplanade à l'ouest de la ceinture des boulevards[100] ;
- Le monument aux morts[101] ;
- Mas de Mayac. Les façades et toitures ont été inscrits au titre des monuments historiques en 1987[102].

#### Autres lieux et patrimoines

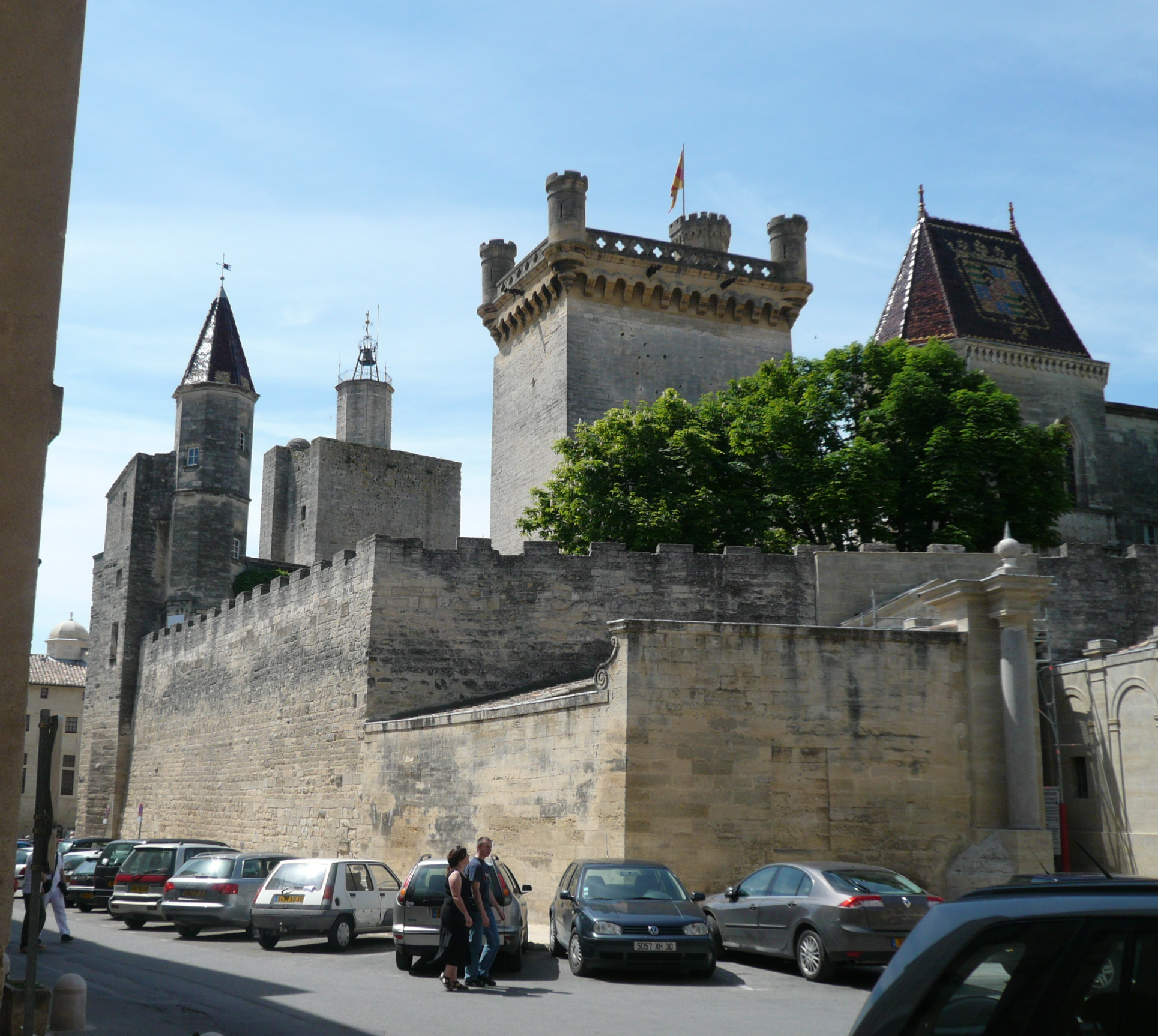
Palais ducal d'Uzès.
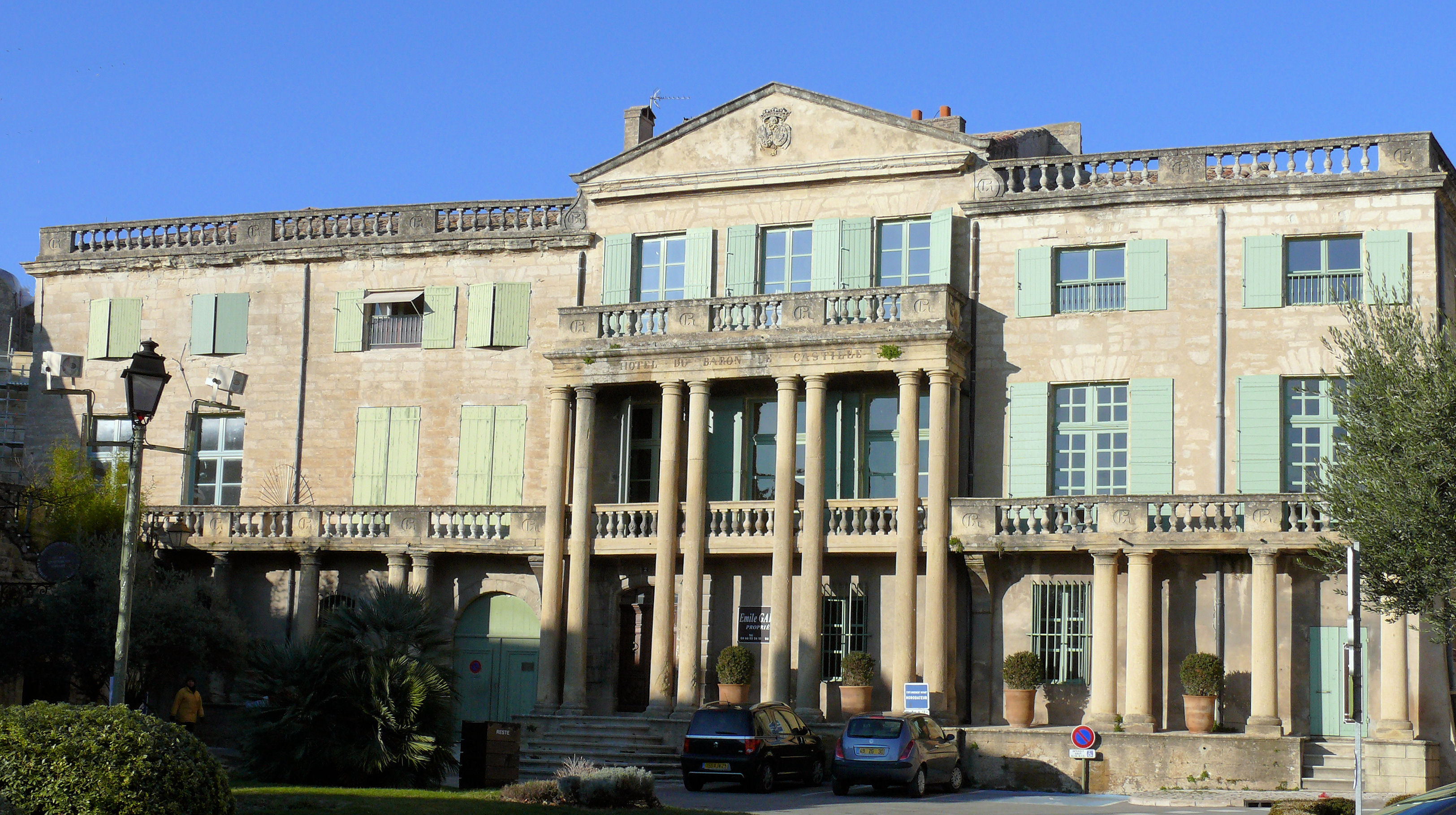
Hôtel du baron de Castille.
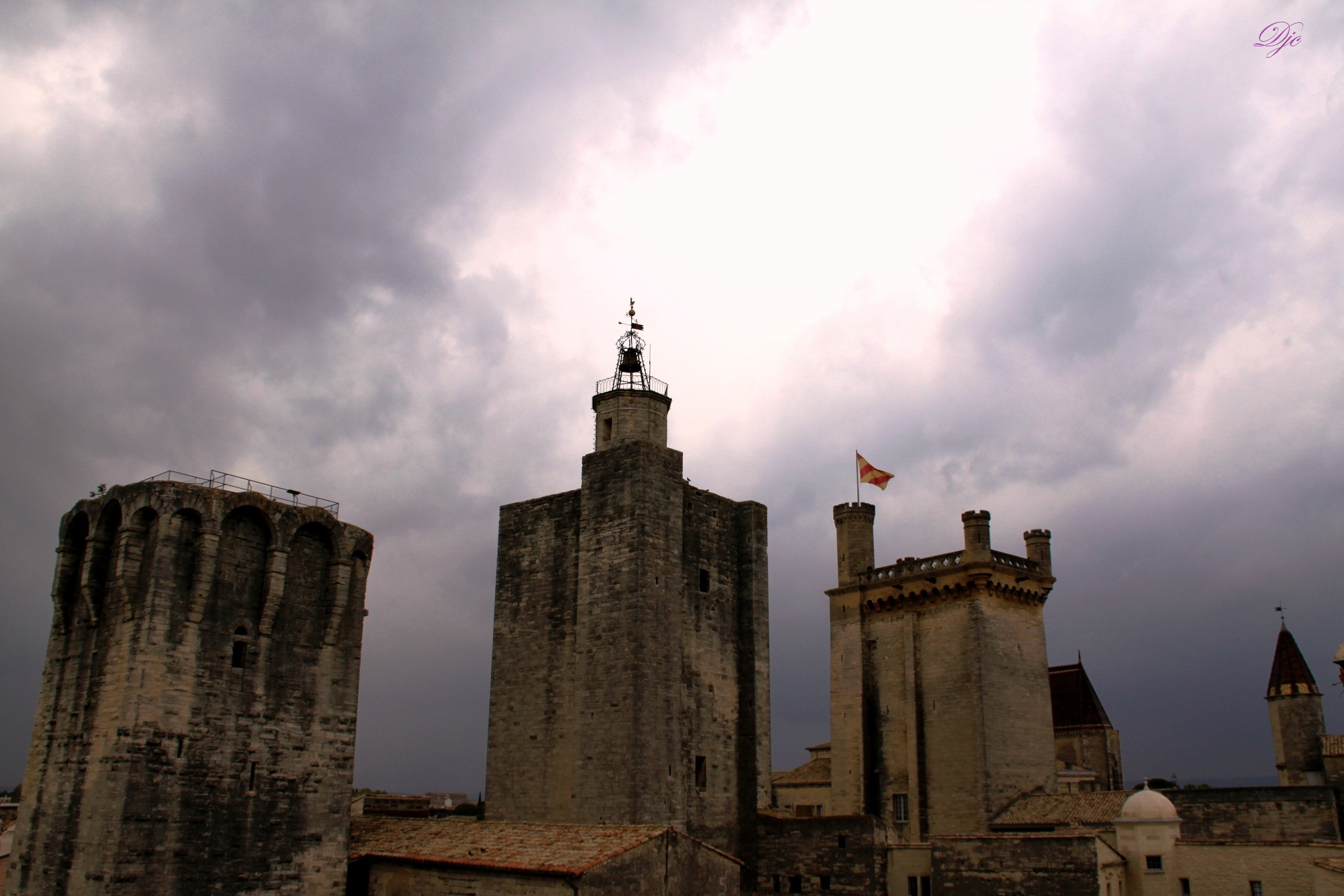
Les châteaux d'Uzès.
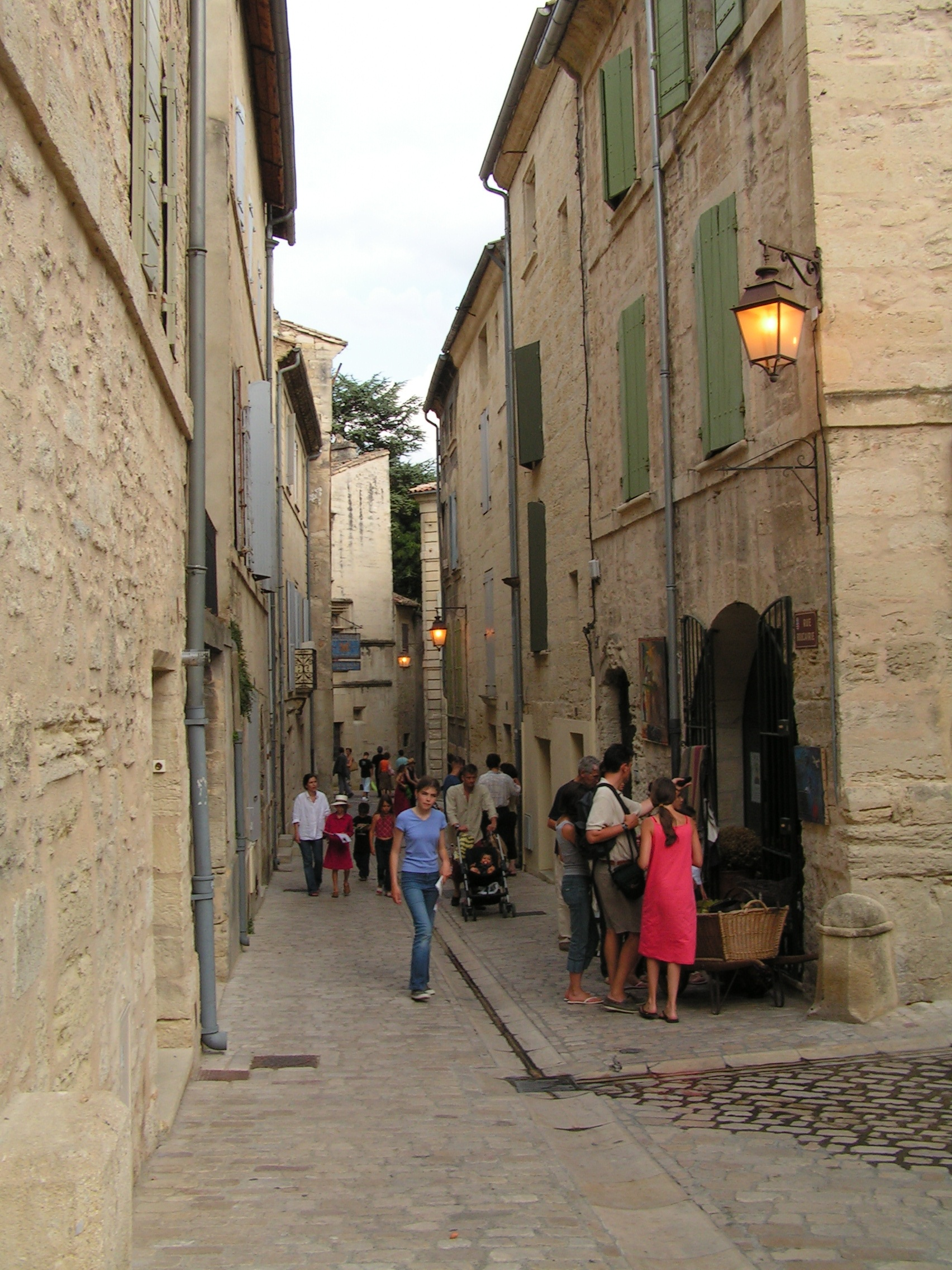
Une ruelle dans Uzès.
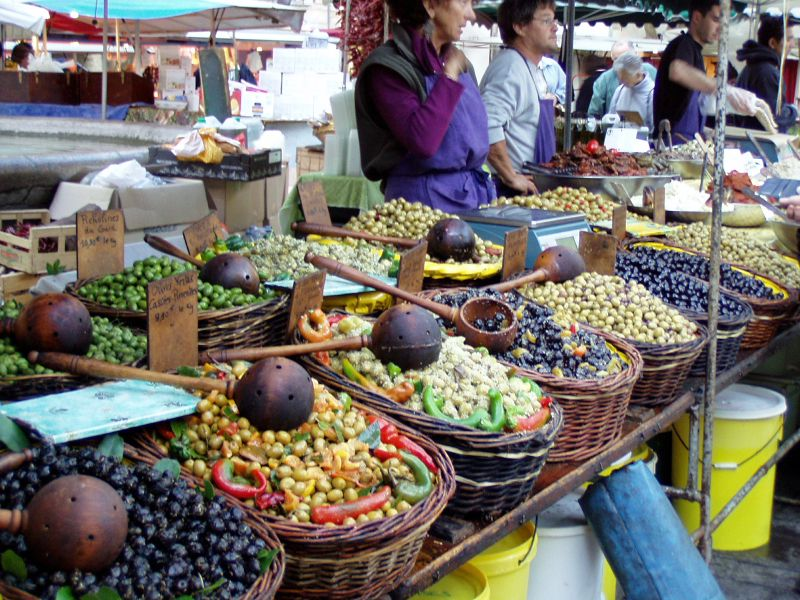
Le marché.
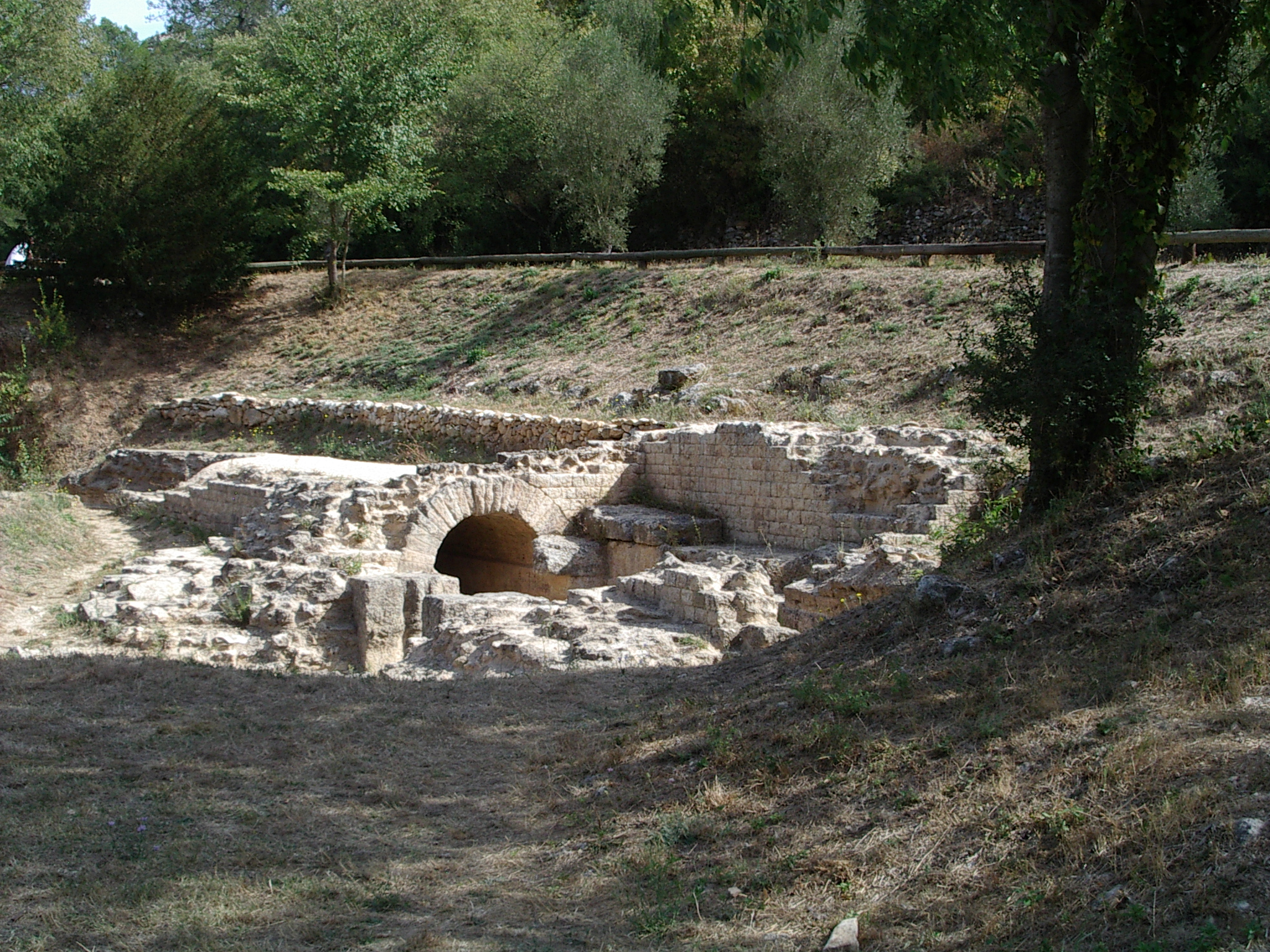
Site antique de la Fontaine d'Eure.

- Aqueduc de Nîmes[103] ;
- L'hôtel de ville du XVIIIe siècle, restauré au XIXe siècle[104] ;
- Le jardin médiéval[105] ;
- Les châteaux d'Uzès[106]. Uzès conserve un ensemble exceptionnel de trois tours féodales (il y en avait une de plus au Moyen Âge), qui étaient autant de démembrements de la seigneurie originelle, encore représentée par le château du Duché et sa tour Bermonde. La tour de l'Évêché et la tour du Roi, magnifiquement conservées à côté de la tour Bermonde (la plus haute, 42 mètres, au sein du Duché), les enceintes et les logis de ces châteaux urbains, témoignent de la façon dont les seigneuries languedociennes étaient partagées au gré des successions, voyant coexister des tours féodales les unes à côté des autres. La tour de l'Évêché est surmontée d'un campanile abritant la cloche de l’Horloge communale depuis 1836. La tourelle et la structure du campanile en fer forgé dépassent en hauteur la tour Bermonde ;
- Le Duché[107]. Il s'agit d'un ensemble architectural composite remarquable par la variété de ses styles et des époques de sa construction. On pénètre dans la grande cour par un porche à fronton encadré de deux colonnes en granit. Dans la ligne de mire, on aperçoit directement une grande porte d'époque Louis XIII, elle-même encadrée de colonnes en granit surmontées d'une balustrade. L'ensemble des bâtiments est dominé, au sud, par une puissante tour médiévale du XIe siècle, ancien donjon, dite tour Bermonde, dont le couronnement a été refait au XIXe siècle (terrasse et échauguettes avaient été arasées à la Révolution). On accède à sa terrasse, qui culmine à environ 40 mètres, d'où l'on jouit d'un superbe panorama à 360° sur la cité, au moyen d'un escalier en colimaçon de 135 marches. Le contraste entre ce donjon massif et la façade principale est fort lorsque l'on pénètre dans la cour. Le décor de cette grande façade est d'un raffinement Renaissance extrême, avec superposition des trois ordres architecturaux que sont le dorique, l'ionique puis le corinthien, réalisée à la demande d'Antoine de Crussol[108]. Des sculptures et trophées complètent le décor. Sans en être absolument certain, le nom de Philibert Delorme a souvent été associé à cette réalisation pouvant être située vers 1550 (dans la région, seule la façade du château Nogaret de Marssillargues dans l'Hérault peut accepter la comparaison). La chapelle gothique flamboyant du XVe siècle qui lui est accolée au nord fut restaurée au XIXe siècle. Sa haute toiture couverte de tuiles vernissées à la bourguignonne au milieu du XIXe siècle présente, côté nord, le motif du blason de la famille des Crussol. Le premier étage de cette chapelle, qui comporte trois niveaux, est un oratoire toujours consacré à la riche décoration néogothique en trompe-l'œil. Sa voûte, sur croisée d'ogives, possède liernes et tiercerons.

L'intérieur même du Duché possède de nombreuses pièces meublées et collections ouvertes à la visite. On accède aux appartements, ornés de multiples portraits de la famille, par un très bel et exceptionnel escalier d'honneur Renaissance à l'italienne, rampe sur rampe, voûté en caissons et à pointes de diamants. Mention spéciale pour le Grand Salon Bleu d'époque Louis XV orné de gypseries, de quatre cheminées d'angle en marbre de Carrare et d'une belle collection de vases blancs et bleus en porcelaine de Chine montés en bronze ; meubles, tableaux, etc. Nombreuses autres pièces d'apparat (pas toutes visibles au public, hélas) et de réception, sans oublier la très grande cave. Deux autres tours subsistent au sein de cet ensemble ; la tour dite « polygonale », couverte d'une toiture pointue en tuile vernissées au XIXe siècle, et la tour ronde de la vigie médiévale ;
- La tour Fenestrelle. Le monument le plus symbolique de la ville, après le Duché et le château des ducs d'Uzès, est la tour Fenestrelle, haute de 42 mètres et qui date en partie du XIIe siècle. Sa partie haute fut reconstruite à l'identique au XVIIe siècle après les guerres de religion. Il s'agit d'un clocher de type circulaire unique en France qui rappelle l'architecture lombarde italienne. De style roman, c'est un campanile, séparé du gros-œuvre de la cathédrale Saint-Théodorit. Cette tour évoque quelque peu la tour de Pise. Ses nombreuses ouvertures lui donnèrent d'ailleurs son nom. Elle est couverte d'une toiture conique de tuiles vernissées vertes et jaunes du plus bel effet ;
- Partie subsistante des remparts[109] ;
- Tour du moulin du Duc[110] ;
- L'ancien hôtel du baron de Castille[111] reconstruit en 1818 par Gabriel Joseph de Froment, baron de Castille, et sa mince et haute colonnade « non canonique », sur la place de l'Évêché, à côté de la cathédrale. Il s'agit à l'origine d'une bâtisse du XIIIe siècle, agrandie au XVIIe pour compter 560 m2 (dont 180 de pièces de réception et sept chambres). Froment acquiert l'édifice en 1785, est arrêté pendant la Terreur révolutionnaire et retrouve ensuite le château pillé et la bibliothèque incendiée. Inspiré par ses voyages, en particulier en Italie, il le restaure dans ce goût, avec des colonnes et des balcons. Le parc de deux hectares comprend un jardin à la française, une galerie, une pièces d'eau, une maison de gardien ainsi que des dépendances. Le baron meurt en 1824 et ses héritiers ne s'occupent plus du château, le parc étant même transformé en basse-cour. En 1924, il est vendu et son nouvel acquéreur tente en vain de réhabiliter l'édifice qui tombe en ruines. En 1950, il est acheté par le critique et historien d'art britannique Douglas Cooper qui le rénove et y installe sa collection d'art contemporain. Plusieurs artistes y séjournent comme Georges Braque, Fernand Léger, Paul Klee ou encore Pablo Picasso, qui réalise au début des années 1960 et avec le sculpteur Carl Nesjar cinq fresques le long d'une colonnade, s'inspirant des Sabines de Jacques-Louis David et du Déjeuner sur l'herbe d'Édouard Manet. Douglas Cooper revend le château en 1977 à une famille d'industriels français, qui le met à son tour en vente en 2016[112] ;
- L'ancien hôpital général néo-classique[113] ;
- Les anciennes casernes de style classique du XVIIIe siècle, abritant aujourd'hui le lycée[114] ;
- La Caisse d'épargne[115] ;
- Le site antique et pittoresque de la fontaine d'Eure[116],[117] ;
- Le sentier des capitelles qui permet de découvrir le patrimoine en pierre sèche très présent sur la commune d'Uzès (plus d'une centaine de cabanes en pierre sèche répertoriées).
- L'ancien Museon di Rodo[118], célèbre musée de la roue et des véhicules, dont la collection a été dispersée depuis, était à Uzès, de même que la fonderie Petavit ;
- La ville abrite aussi un haras national ;
- Le Gibet Royal d'Uzès.

### Personnalités liées à la commune
- Dhuoda (née vers 800), princesse carolingienne, épouse du marquis Bernard de Septimanie et auteur d'un traité d'éducation Manuel pour mon fils (843).
- Firmin Abauzit (1679-1767), écrivain genevois, qui fut, selon Jean-Jacques Rousseau, « le seul vrai philosophe du siècle ». Il naquit à Uzès, qu'il fuit très jeune en raison des troubles religieux.
- Gabriel-François de Brueys d'Aigalliers (1743-1806), homme politique né à Uzès, député aux Etats Généraux de 1789.
- Jean Fauvety, né en 1763 à Uzès, guillotiné le 26 juin 1795 à Avignon, révolutionnaire.
- Maurice Agulhon (Uzès, 1926-Brignoles, 2014), historien.
- Marc Alyn, pseudonyme d'Alain Marc Fécherolle (né à Reims 1937), poète, vit à Uzès de 1964 à 1986 où il crée les Éditions Formes et Langages, fondateur de la collection Poésie/Flammarion.
- Robert Bouquillon (1923-2013), peintre, vécut à Uzès et y est mort.
- François Paul de Brueys d'Aigalliers (né le 12 février 1753 à Uzès et tué au combat le 1er août 1798 à la bataille d'Aboukir), vice-amiral commandant en chef de la flotte française.
- Pierre de Cabrol de Mouté (1769-1819), colonel major de l'Empire, chevalier de la Légion d'honneur, baron d'Empire, aide de camp de l'état major des armées et commandant des escadrons de guerre.
- Henri Brugnot (1874-1940), peintre, mort à Uzès.
- Henri Cabot de Dampmartin (1755-1825), écrivain, député.
- Louis-Jean Calvet (né en 1951) écrivain, cinéaste.
- Jean-Michel Chambon de La Tour (Uzès, 1739-1815), homme politique et maire d'Uzès.
- Moyse Charas (Uzès, 1619-Paris, 1698), pharmacien.
- Pierre Coste (Uzès, 1668-Paris, 1747), imprimeur et traducteur français.
- Gaston Coulondre (1857-1922), juge d'instruction à Uzès, ancien député de Vaucluse.
- Gérard Depralon (1950-2021), dessinateur, auteur de reportages dessinés et de dessins personnels et décalés, a vécu à Uzès de 1984 à 2019
- Melchior Doze (1827-1913), peintre.
- Pons Fabre d'Uzès, troubadour.
- Nicolas Froment (XVe siècle), né à Uzès, peintre, auteur du célèbre Triptyque du Buisson ardent conservé à Aix-en-Provence.
- André Gide (1869-1951)[Note 8], écrivain français, prix Nobel de littérature en 1947.
- Charles Gide (1847-1932), économiste français, oncle du précédent.
- Charles Goirand de Labaume (1799-1867), homme politique né à Uzès, député du Gard de 1844 à 1846.
- Patrick Guallino (né en 1943 à Uzès), peintre.
- Louis Jourdan (1843-1932), ancien député de la Lozère.
- Peter Kurzeck (1943–2013), écrivain allemand, vivait à Uzès depuis 1993.
- Pierre Melchior d'Adhémar (1740-1820), sous-préfet d'Uzès en 1803.
- Léonce Pascal (1835-1923), homme politique né à Uzès, maire de Saint-Victor-des-Oules, maire d'Uzès, député du Gard de1898 à 1902.
- Jean Racine (1639-1699), dramaturge et poète français[Note 9].
- Ferdinand Roybet (Uzès, 1840-Paris, 1920), peintre.
- Xavier Sigalon (Uzès, 1787-Rome, 1837), peintre romantique.
- René Simon (1898-1971), comédien français, fondateur du Cours Simon, est inhumé au cimetière protestant d'Uzès.
- Pierre Subleyras (Saint-Gilles, 1699 - Rome 1749), peintre pensionnaire à l'Académie de France à Rome de 1729 à 1735, fils du peintre décorateur uzétien Mathieu Subleyras, il vécut à Uzès de 1700 à 1715[119].
- Jean-Louis Trintignant (1930-2022), comédien[Note 10].
- Jean-Henri Voulland (Uzès, 1751-Paris, 1801), député du Gard à la Convention, siège à la Montagne et vote la mort du roi.
- Suzanne Verdier (1745–1813), écrivaine, elle s'installe à Uzès en 1780 et y meurt en 1813.
- Anne de Rochechouart de Mortemart (1847-1933), duchesse d'Uzès par son mariage avec Emmanuel de Crussol d'Uzès (1867) puis duchesse douairière d'Uzès (1894), pionnière de l'automobile féminin (premier «certificat de capacité» féminin en 1898), pilote automobile, sculptrice, première femme lieutenant de louveterie, boulangiste, amie de Louise Michel, officier de la Légion d'honneur.

#### Citoyens d'honneur de la ville d'Uzès
- Jacques Dreyfus (2016), architecte des bâtiments de France ;
- Bernadette Fenwick (2011) ;
- Michel Galtier (2014), trésorier principal ;
- Albert Grimaldi (2017) ;
- Heinz Zerwes (2014).

### Héraldique
| Blason d'Uzès | Fascé d'argent et de gueules, au chef d'azur chargé de trois fleurs de lys d'or. |

### Citations
- Racine a écrit à Uzès ce vers fameux : Et nous avons des nuits plus belles que vos jours.
- Dans Si le grain ne meurt, André Gide écrit : « Ô petite ville d'Uzès ! Tu serais en Ombrie, des touristes de Paris accourraient pour te voir ! »